# Cathédrale de Fidenza
La Cathédrale de Fidenza est dédiée à saint Domnin (San Donnino en italien).
Fidenza est une ville entre Parme et Plaisance en Émilie-Romagne, Italie. Elle n'apparaît pas sous ce nom dans les documents anciens car, au cours du Moyen Âge elle fut rebaptisée Borgo San Donnino en l'honneur de son saint patron. Ce n'est qu'en 1927 que la ville a repris son nom d'origine.
La cathédrale a une position particulière dans l'histoire de l'art médiéval en cela que sa décoration sculptée reflète l'évolution de la sculpture romane dans l'Italie septentrionale entre la fin du XIIe et le début du XIIIe siècle.
La conception de l'édifice est attribuée à Benedetto Antelami, elle dut être une drastique transformation de l'existant. L'originalité de la façade prise entre deux tours, relie Antelami aux façades gothiques de France. La frise continue qui rattache les trois portails aux deux tours se réfère quant à elle à son expérience provençale. Toutefois, faute de temps il ne put réaliser que quelques statues et la plus grande partie de l'œuvre sculptée de la cathédrale est attribuable à  son atelier ou à son école.

## Histoire
Au IIe siècle av. J.-C., l'endroit était tenu par une colonie romaine qui contrôlait le pont franchissant un torrent, le Stirone. Ce pont était un  passage stratégique de la via Aemilia, et la cité se créa sur cette base au Ier siècle av. J.-C.
En 296, pour s'être converti au catholicisme, San Donnino fut décapité à proximité du pont. Pour honorer ce saint, la ville prit le nom de Castrum Burgi Sancti Donnini.
Un oratoire fut édifié au IVe siècle pour la conservation de sa dépouille.
Sur la base d'un manuscrit du XIe siècle : la Seconda inventio du saint, qui parle d'agrandissement et de construction, on suppose qu'à cette époque une basilique se substitua à l'oratoire. Entre-temps la ville avait pris de l'importance en devenant une étape de la via Fracigena.
De la fin du XIe et durant tout le XIIe siècle, Fidenza est alternativement assujettie à Parme ou à Plaisance ; la querelle des investitures fait rage, plusieurs fois Fidenza est détruite, l'église n'est pas complètement épargnée.
Des travaux de reconstruction de l'édifice sont entrepris sans qu'il nous soit parvenu de texte précis, on sait seulement qu'en 1179 les reliques du saint sont transférées dans une autre église, ce qui est probablement la preuve que les travaux sont en cours.
Dans les dernières années du XIIe siècle l'église est active car il existe des actes de l'époque signés dans l'église.
Les reliques sont remises en place dans la crypte en 1207.
Les spécialistes s'accordent à dire que Benedetto n'a pu avoir travaillé à la cathédrale de Fidenza qu'entre 1178 (fin des travaux de la chaire de la cathédrale de Parme) et 1196 (début du chantier du baptistère de Parme).

Le porche et ses lions stylophores
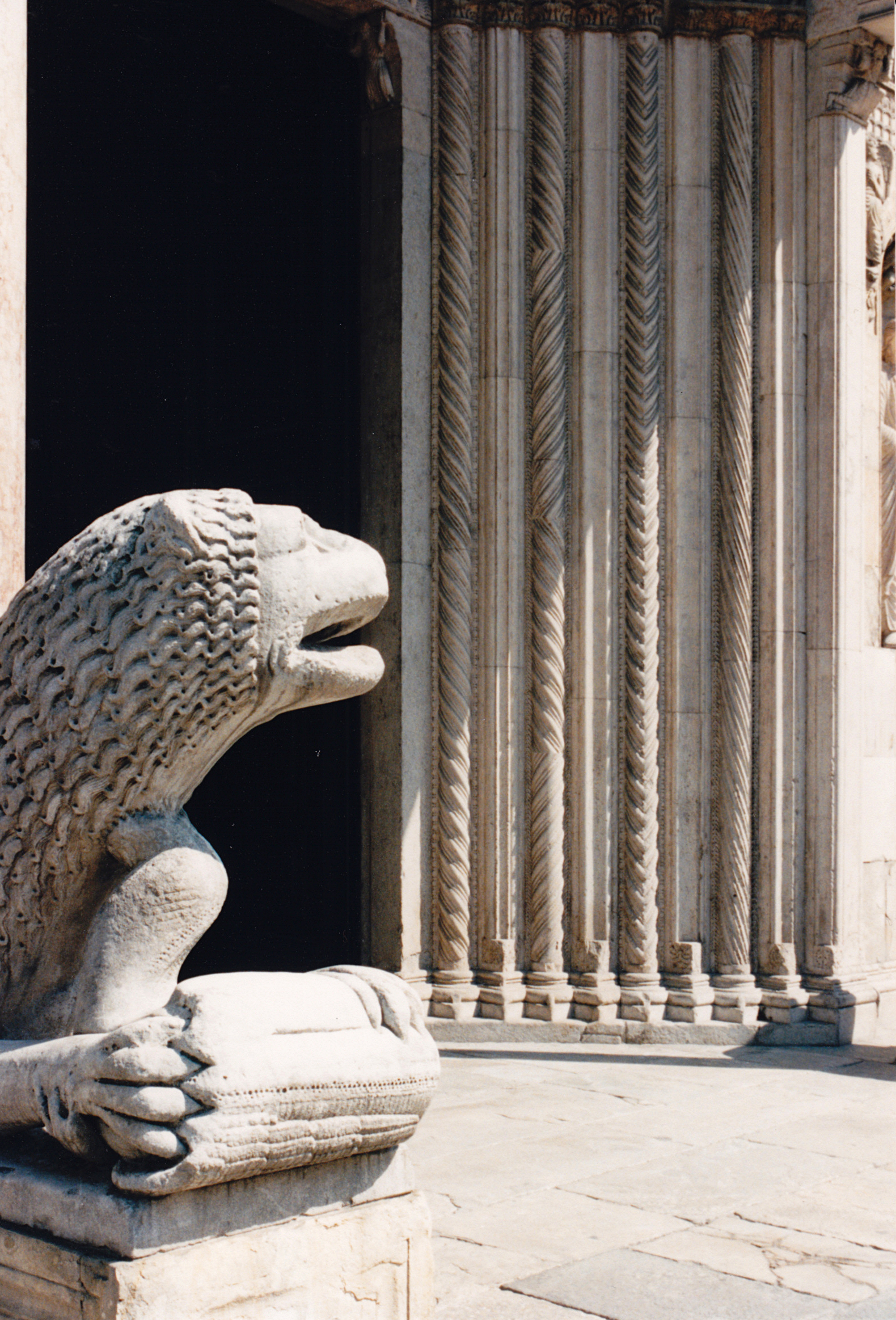
Le lion de gauche et les fines colonnes du porche.
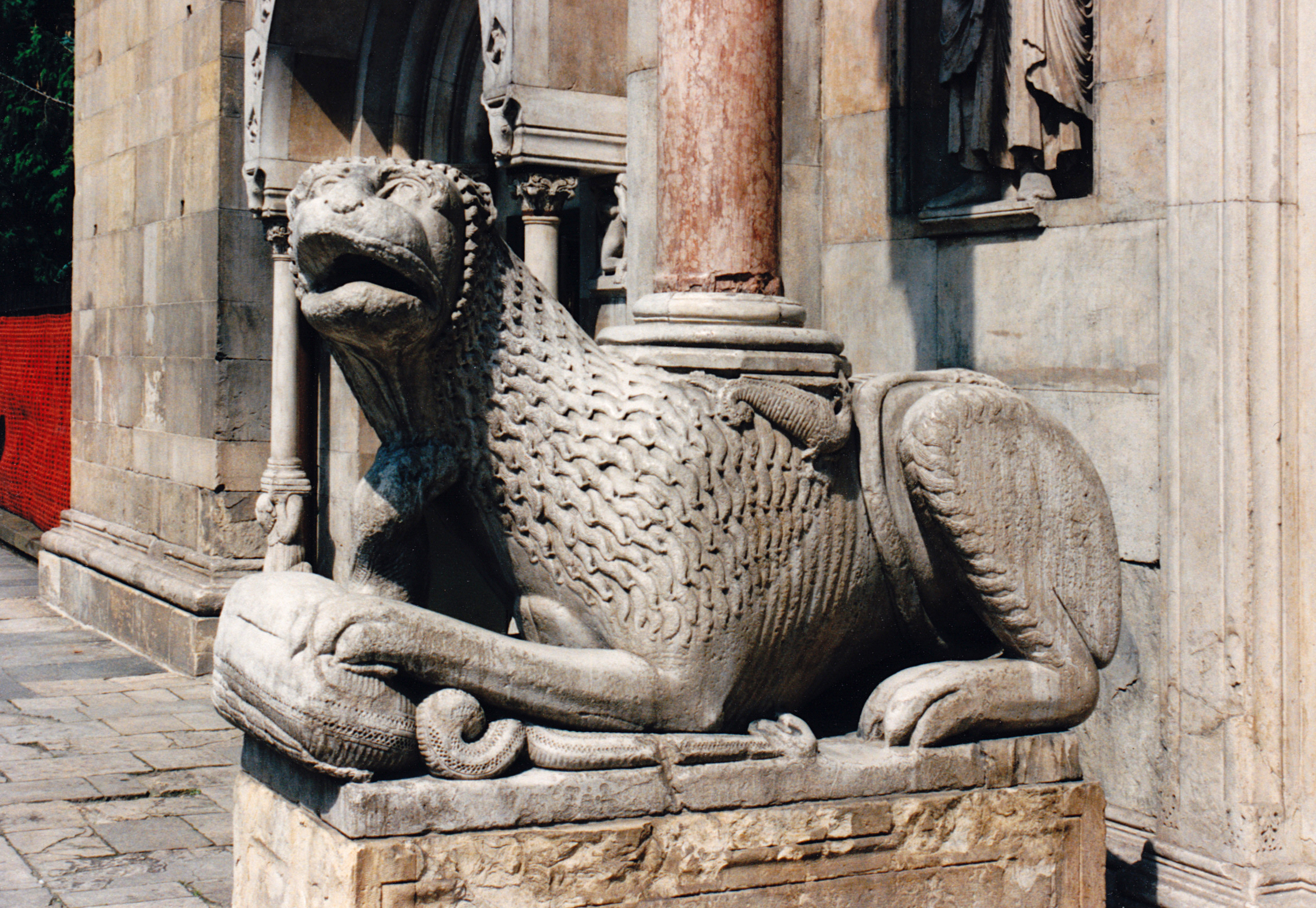
Lion stylophore.
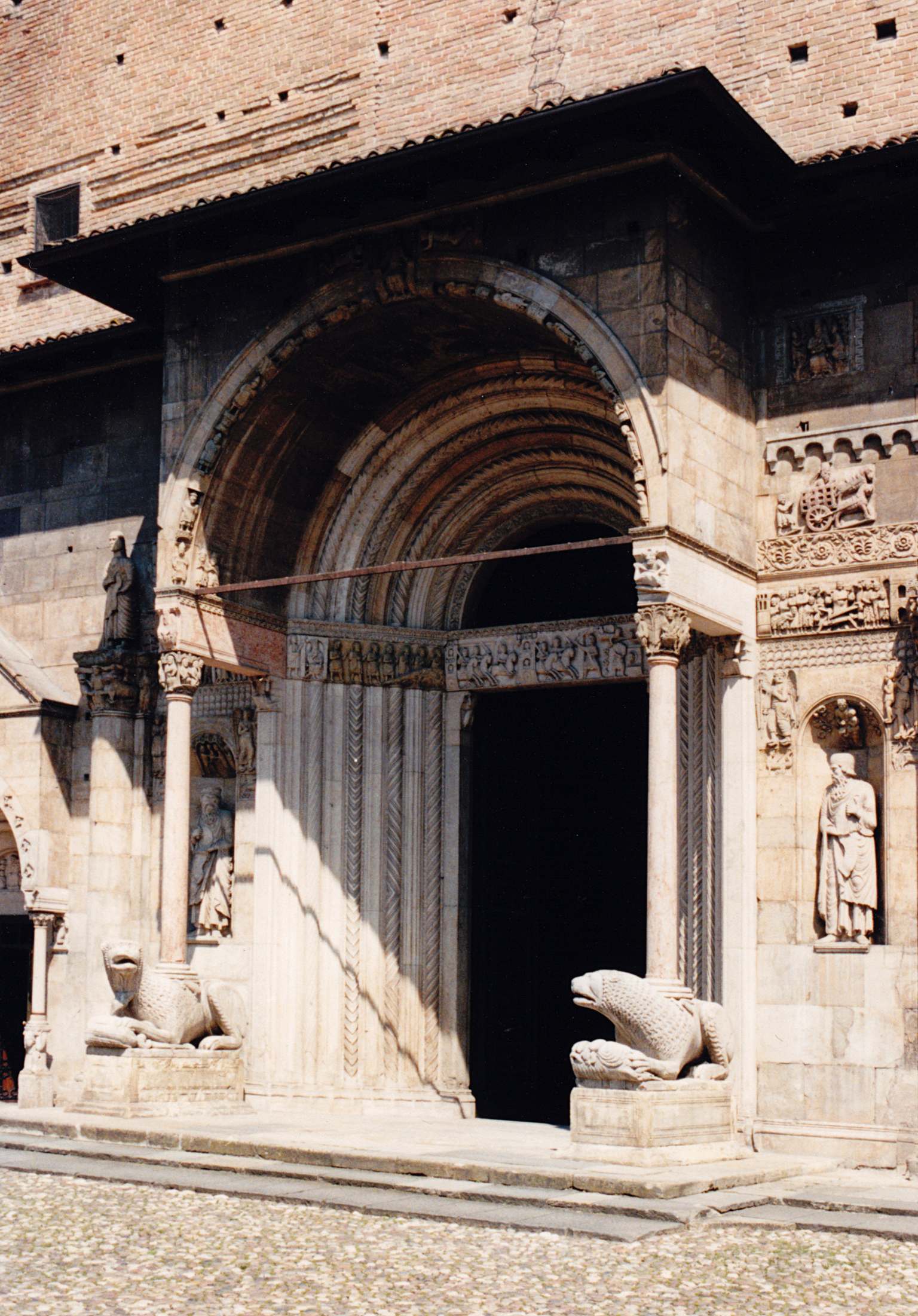
Le porche central.
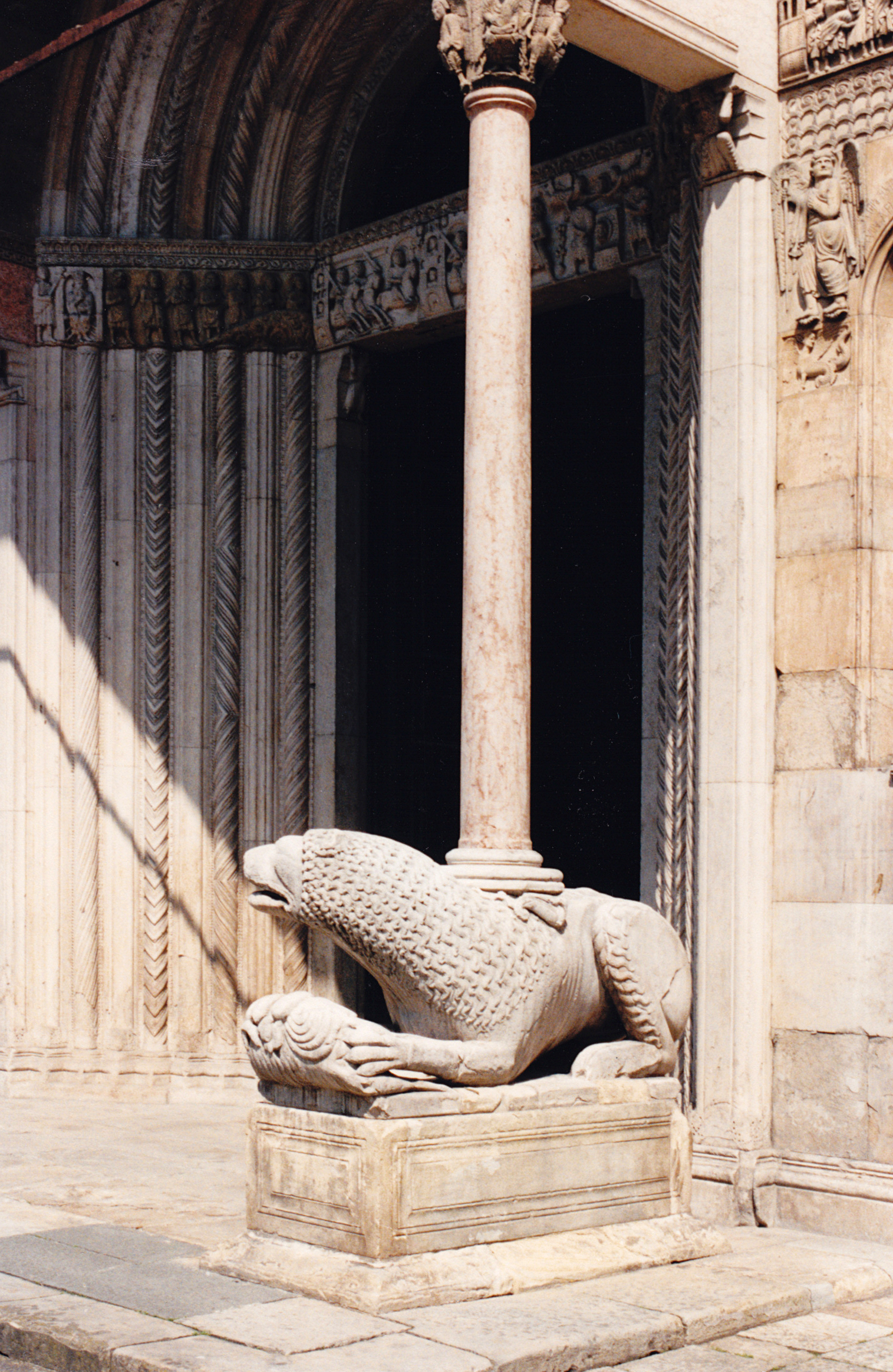
Le lion de droite.

## Description
Cet édifice, comme d'autres cathédrales romanes, présente en façade, qui est de beaucoup la partie la plus importante du monument, de nombreux bas-reliefs et quelques statues qui se donnent à voir aux pèlerins et aux fidèles dans une intention didactique, comme un livre d'enseignement religieux composé d'images.
Il s'agit d'œuvres exécutées pour quelques-unes par Benedetto Antelami, mais surtout par ses élèves car, appelé ailleurs à d'autres tâches, il ne put lui-même achever le travail.

### La façade
La partie haute de la façade est restée inachevée. Le parement n'ayant pas été posé, les briques de constructions sont encore visibles et les trous de boulins sont restés en attente. Seule la partie inférieure du centre et les deux tours qui l'encadrent ont leur aspect définitif. Cette zone centrale prise entre les tours est rythmée par trois portails agrémentés de porches, le portail principal du milieu prédomine nettement sur les autres.
Le message transmis à l'aide de nombreux reliefs est assez complexe et entremêle l'hommage à la gloire du Christ à travers des épisodes tirés de l'ancien et du nouveau testament, avec des thèmes propres à la dévotion locale (la vie de San Donnino) et des légendes et représentations fantastiques chères à l'homme médiéval.

#### Les tours
Les deux tours de la façade ne sont pas des campaniles mais des escaliers d'accès aux tribunes intérieures.
Celle du côté septentrional (celle de gauche en regardant la façade), que l'on appelle la tour de l'elfe ou des cigognes, est décorée de deux plaques, chacune entourée d'une frise de grecques et décalées l'une par rapport à l'autre, ce qui fait penser que leur emplacement n'est pas celui d'origine et comparé à la tour opposée le nombre de plaques paraît incomplet. Elles représentent respectivement : Hérode sur son trône,  sceptre en main, ordonnant le massacre des innocents, et pour l'autre, les Rois mages sur des chevaux au galop ; il est amusant de noter la représentation de l'herbe foulée par les sabots afin de renforcer la dynamique de l'image.

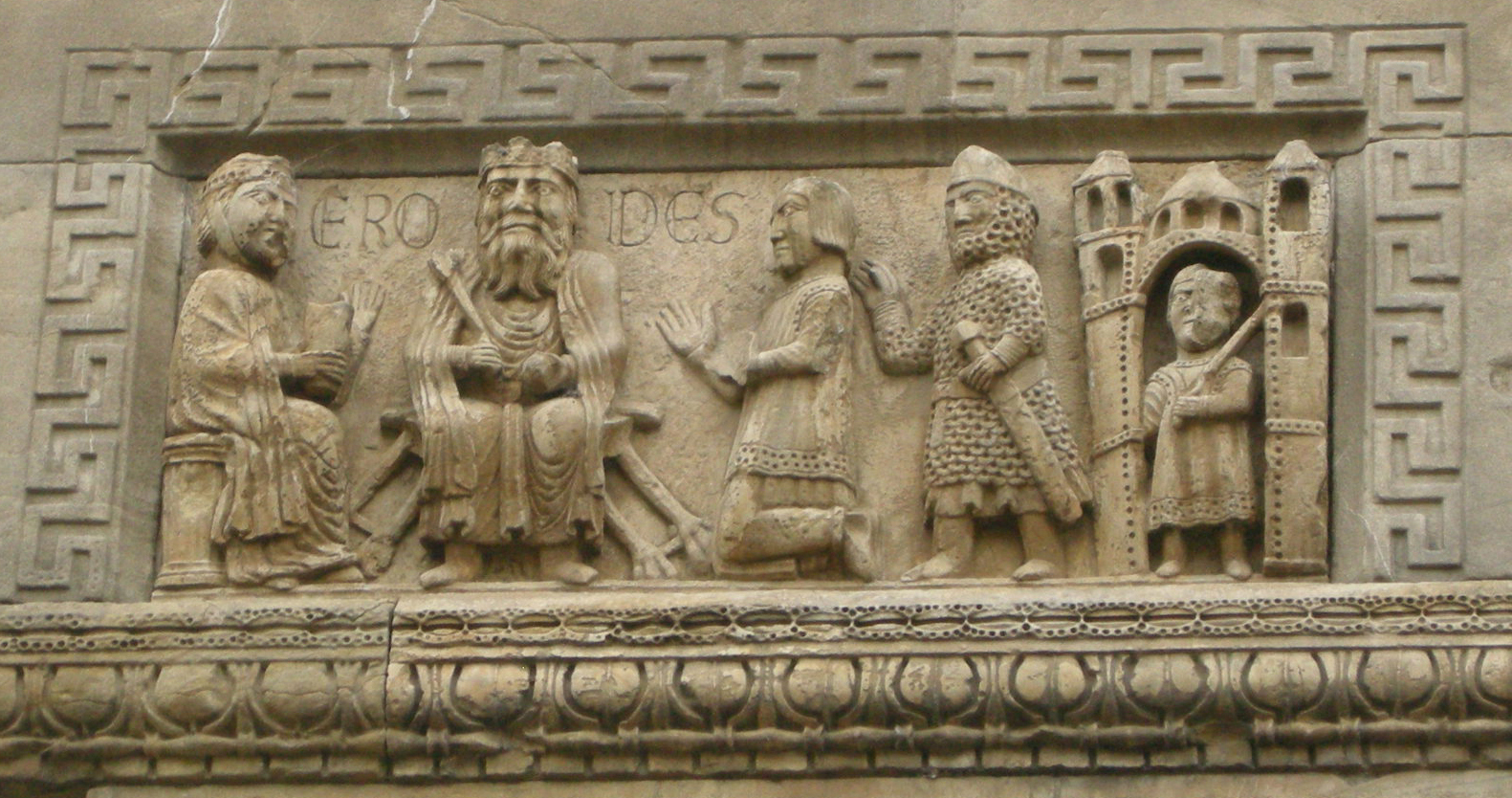
Hérode
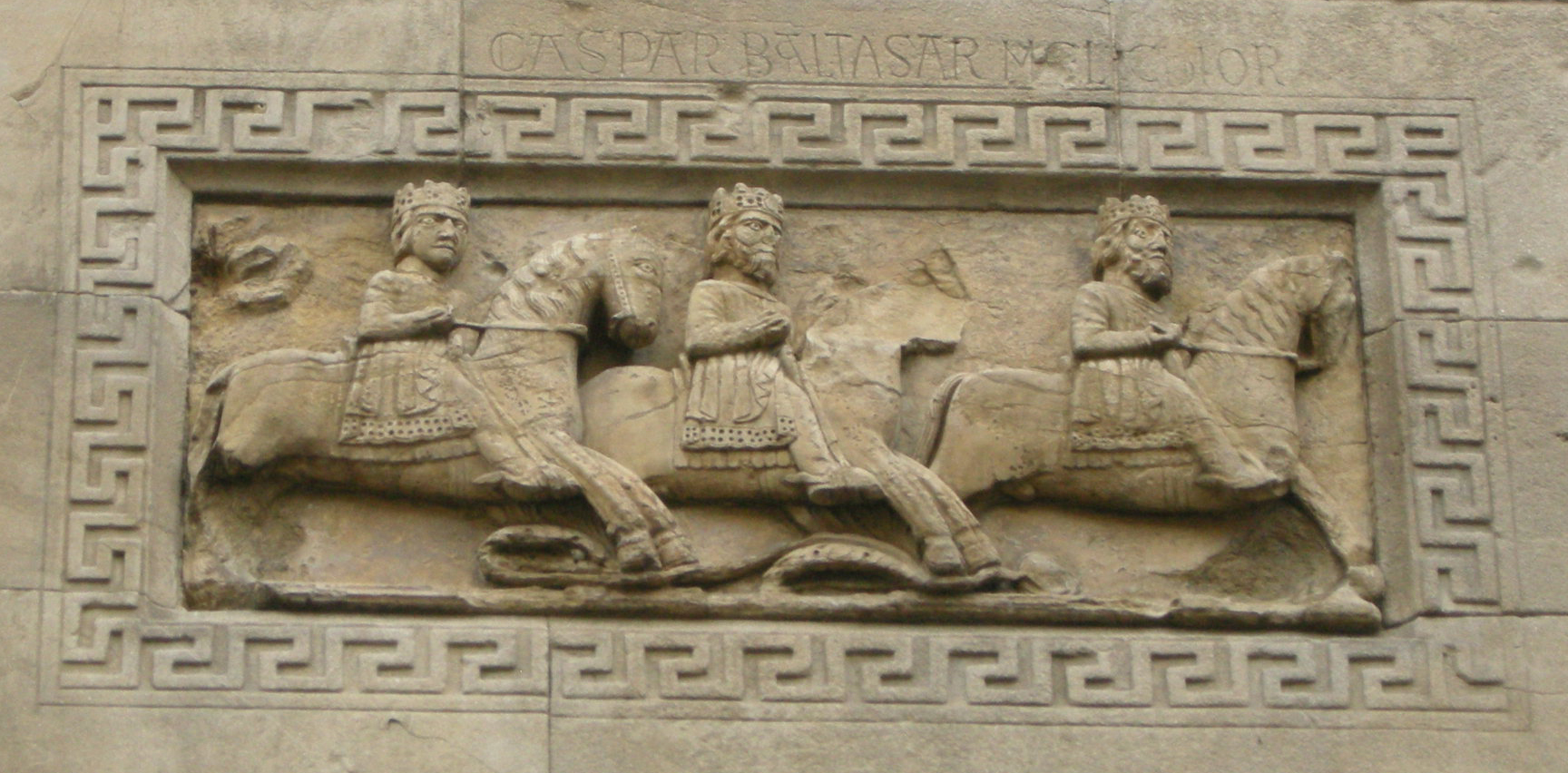
Les Rois mages

Sur la face avant de la tour méridionale, que l'on nomme tour du Trabucco,, se trouve, isolé, un bas-relief que la tradition populaire a baptisé " Berta che filava" du fait de deux objets allongés ressemblants à des fuseaux. Ce relief d'environ 77 × 80 cm, très usé par l'érosion, montre entre deux animaux indéterminables, un personnage tenant ces deux objets oblongs, l'ensemble est d'identification difficile mais les érudits pensent qu'il se rapporte en réalité, à un épisode fantastique du Roman d'Alexandre du Pseudo-Callisthène, traitant de l'ascension au ciel d'Alexandre le Grand. Ce dernier, pour prendre son envol attacha deux griffons à son char, puis ayant placé deux gros morceaux de viande sur deux lances, il les tint verticalement de sorte que les griffons soient obligés, dans le désir de se saisir de la chaire, de voler vers elle, entraînant ainsi le char vers le haut. Cette iconographie n'est pas propre à Fidenza ; elle remonte au IXe siècle et perdura en Europe latine et en Orient byzantin durant tout le Moyen Âge.

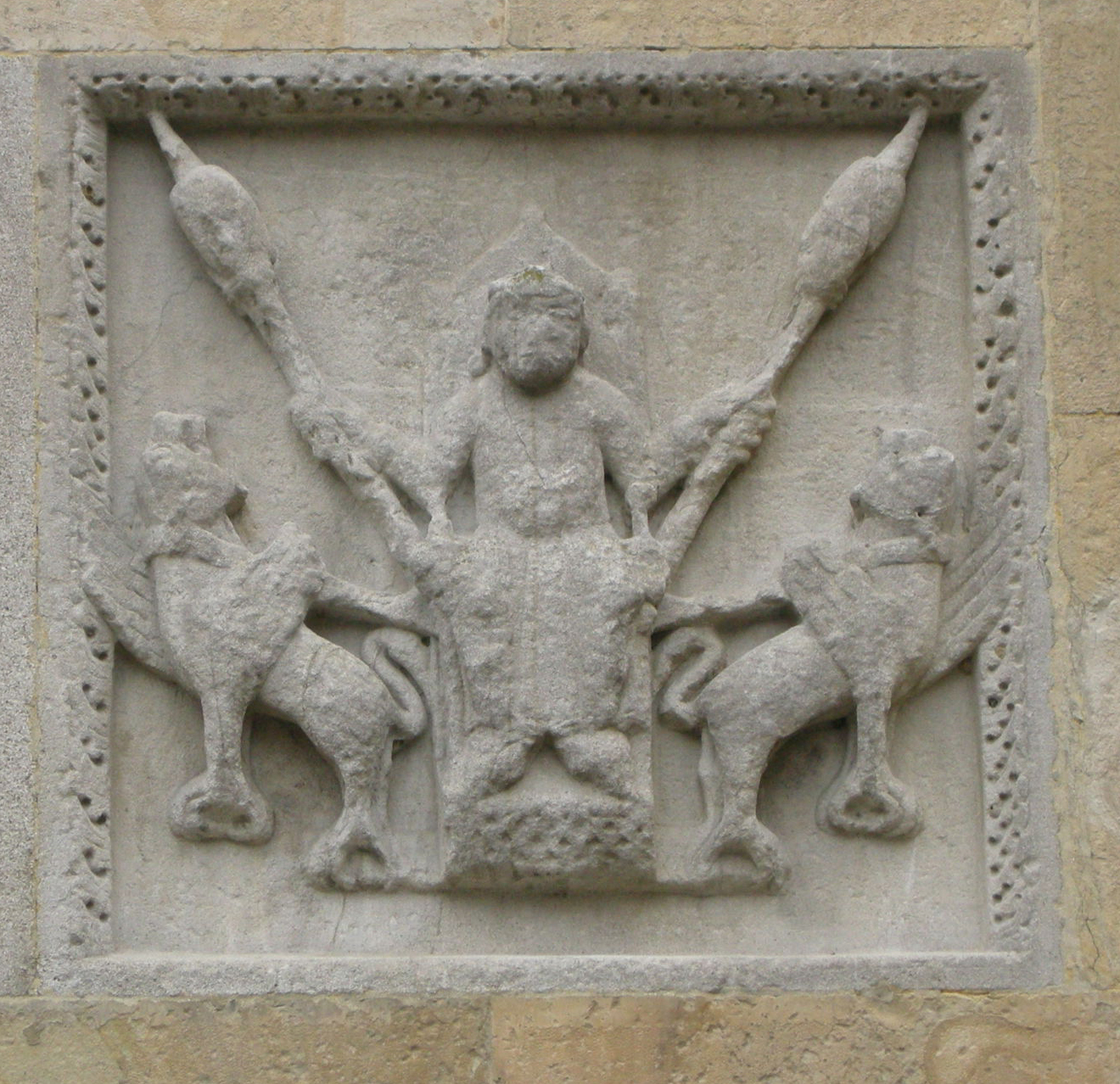
Alexandre le Grand s'élevant au ciel

Au-dessus de celui-ci se trouve une suite d'autres reliefs qui semblent ici, contrairement à ceux de la tour du septentrion, être complets et à leur place d'origine sur les deux côtés de la tour. On y retrouve une bordure de grecques en partie haute et d'oves en bordure inférieure des reliefs.
L'interprétation des thèmes évoqués est malaisée, d'autant que contrairement aux autres représentations placées sur la façade, ceux-ci se trouvent dépourvus de légende gravée.
Sur la face avant l'ensemble constitue une frise de cinq tableaux placés entre deux têtes de lion. Elle se rapporte à une légende selon laquelle Roland aurait été le fils incestueux de Charlemagne et de sa sœur Berthe. Toujours selon la légende, afin de préserver l'honneur de l'empereur une autre version sera donnée : Roland est le fils de Berthe et de Milon qui est le fils d'un chevalier de l'empereur ;  c'est cette version de la légende que résument les cinq tableaux qui se lisent de droite à gauche ,:
- Le roi Pépin le Bref, père de Charles et de Berthe, affronte un lion pour sauver deux hommes,
- Scène de séduction de Milon et Berthe, alors que Charlemagne va à la chasse avec son arc et ses flèches,
- Lutte de Milon avec un bandit qui voulait enlever Berthe qui est enceinte,
- Milon et son fils Roland, partent à la chasse,
- Un lionceau prend un cheval à la gorge ; il s'agit d'une allégorie de Roland qui encore petit était déjà très fort.

Le lion de gauche illustre la croyance du Moyen Âge selon laquelle les lionceaux naissaient morts et recevaient la vie par le souffle du père ou de la mère.

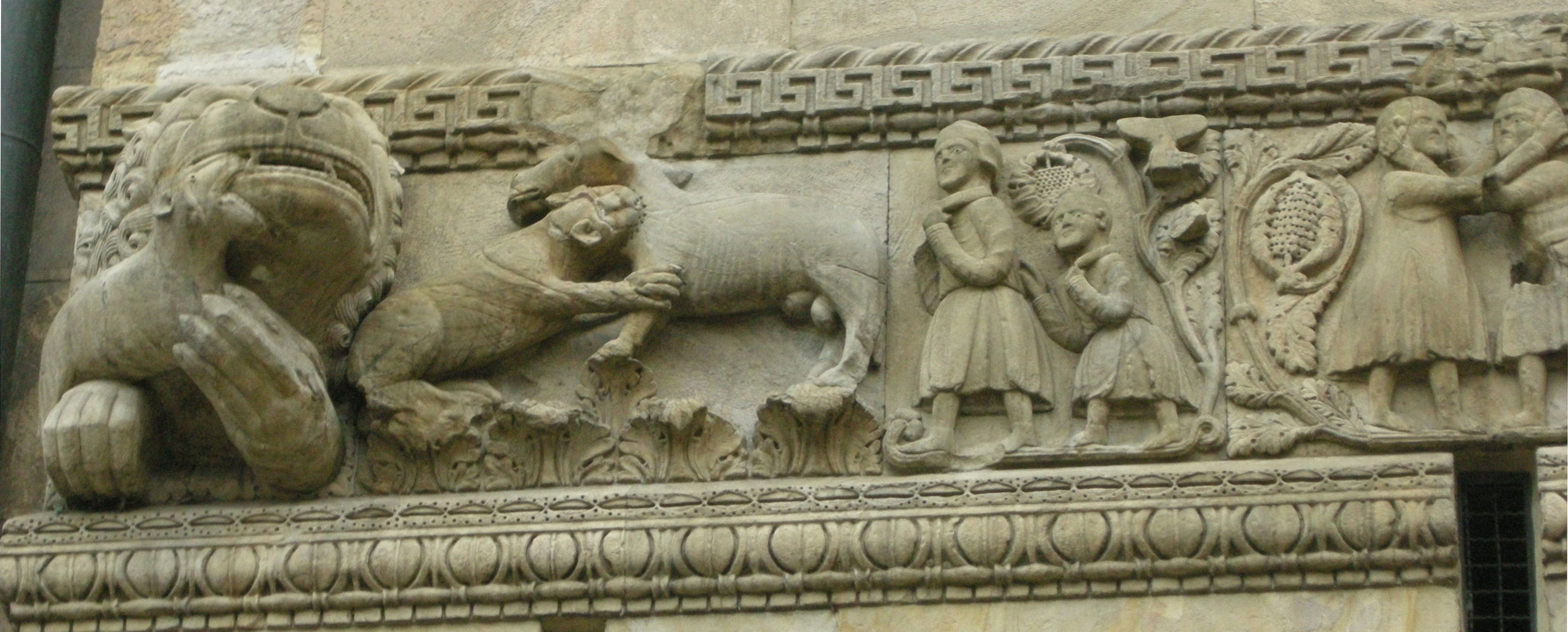
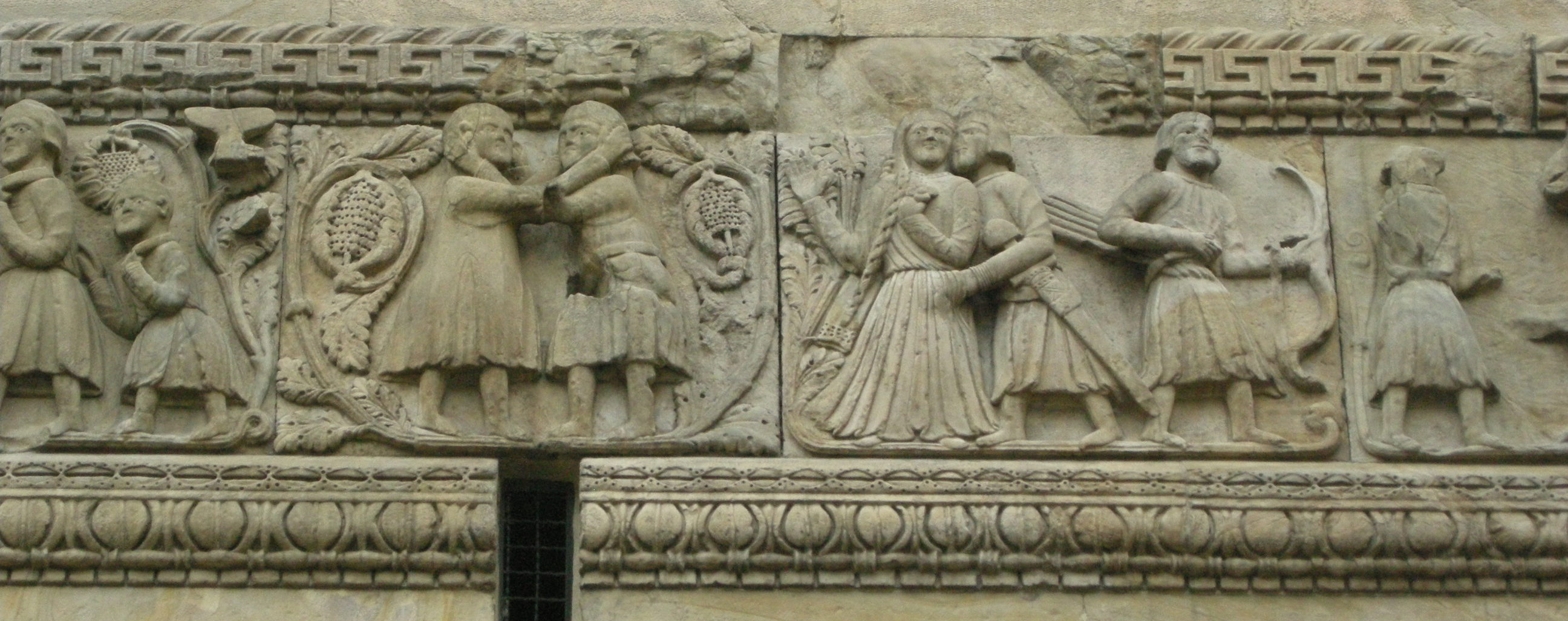
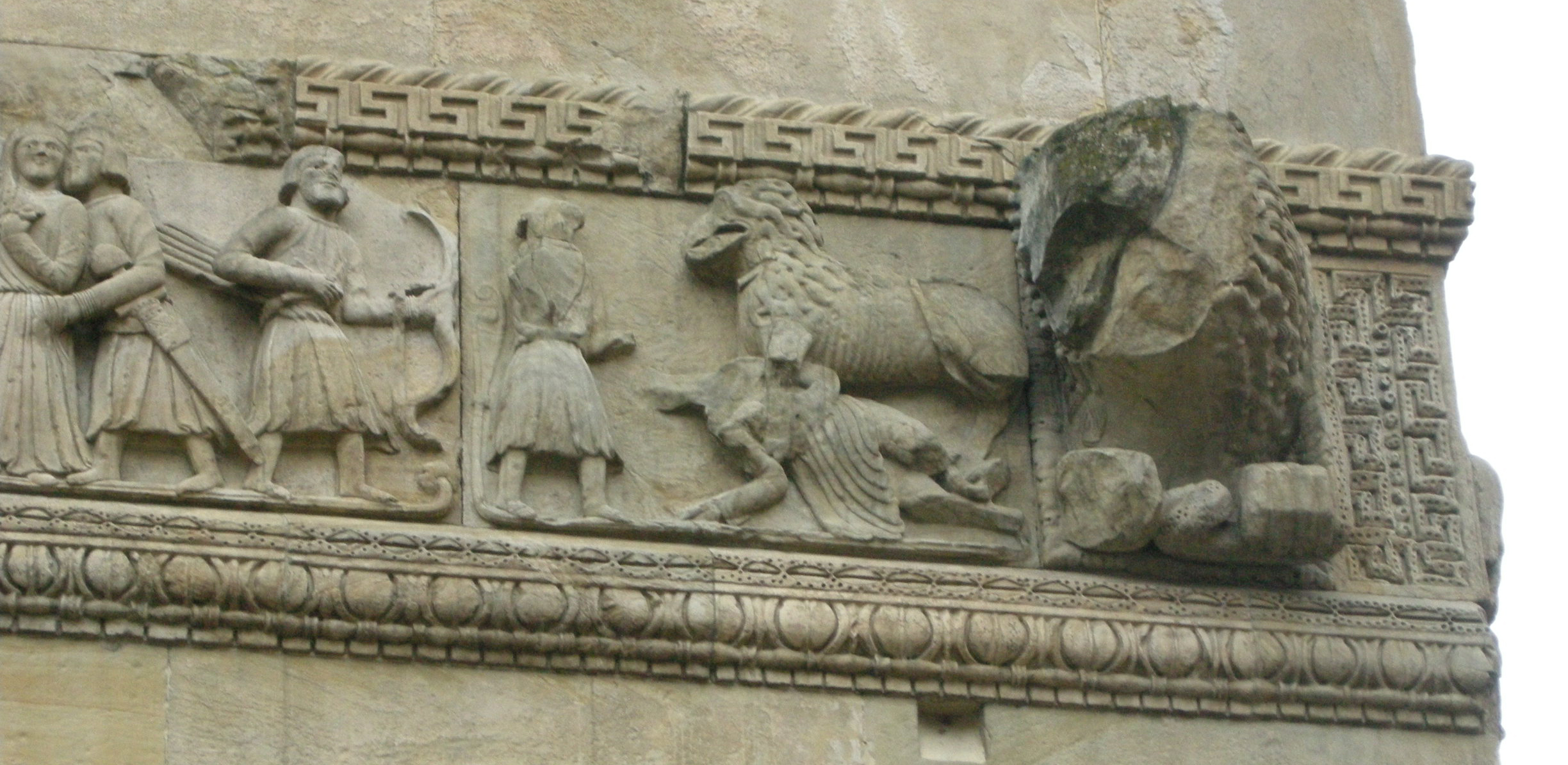

L'autre frise parcourant tout la face latérale de cette tour méridionale est composée de six carreaux, elle s'achève par la tête d'un lion, se lit de gauche à droite et représente le défilé d'une série de divers personnages.
Dans le passé elle fut interprétée comme figurant la suite des pèlerins sur la route de Rome, à tel point qu'elle devint un symbole de la Via Francigena.
Aujourd'hui, l'hypothèse paraissant la plus vraisemblablement est celle de la représentation du cortège de Charlemagne sur le chemin de retour en France, après avoir libéré Rome des Sarrasins. Cette interprétation est surtout justifiée par le cavalier au centre de la frise qui tient par la bride un cheval avec le guépard dont l'empereur se servait pour chasser. Le cavalier le plus à gauche serait l'empereur avec son sceptre à la main, celui qui ouvre la marche pourrait être Roland son neveu selon la légende.

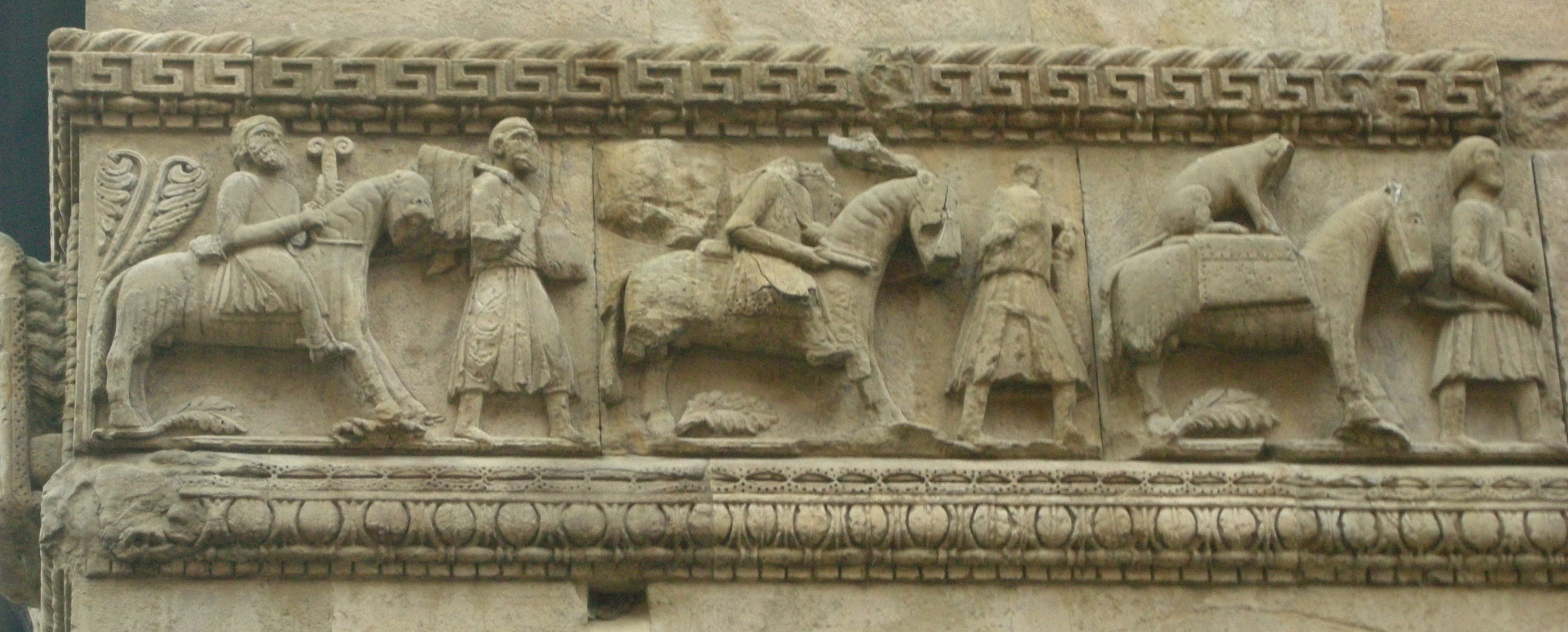
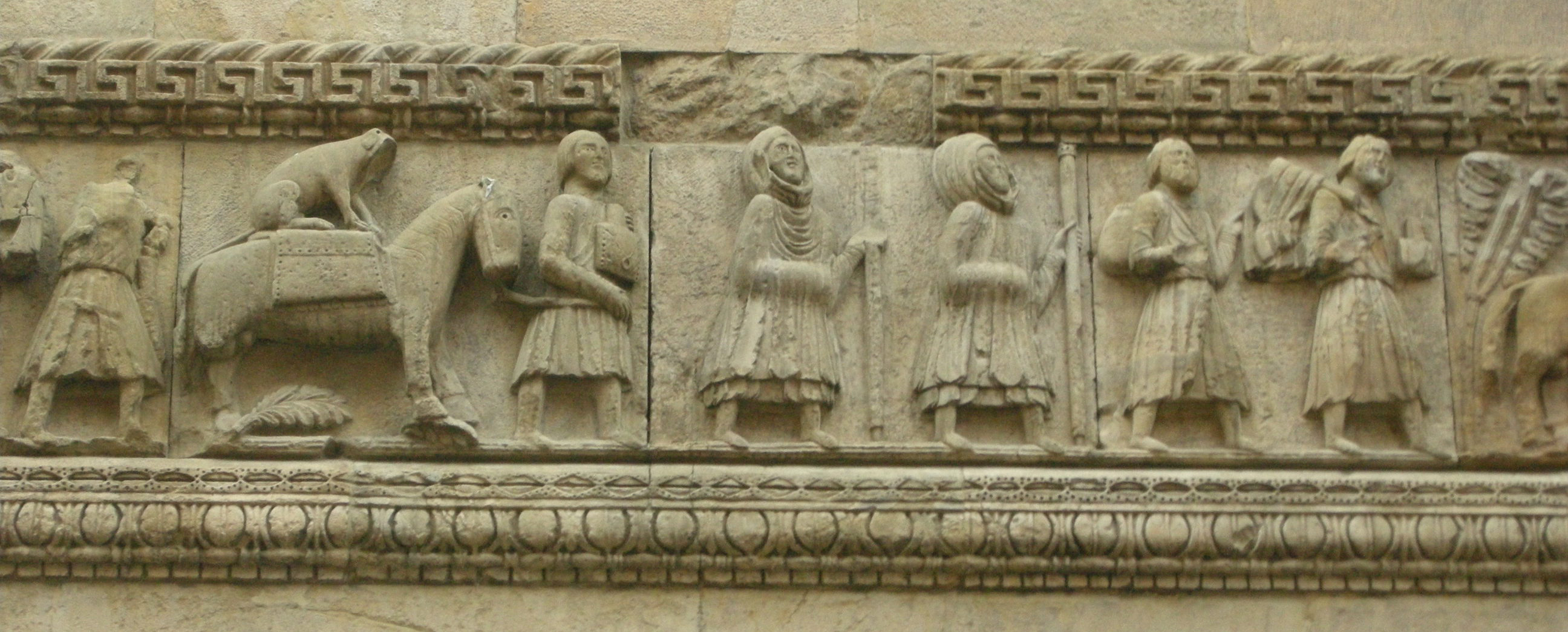
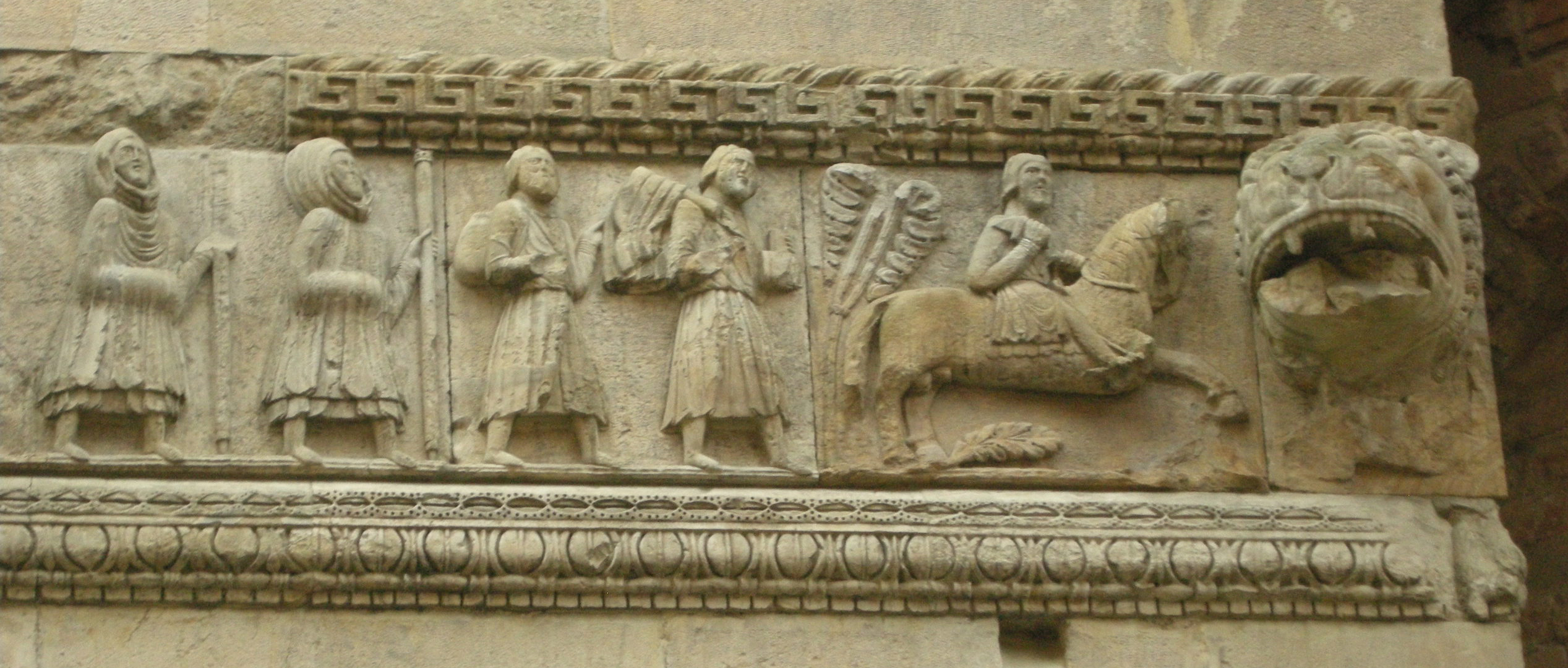

#### Le portail central

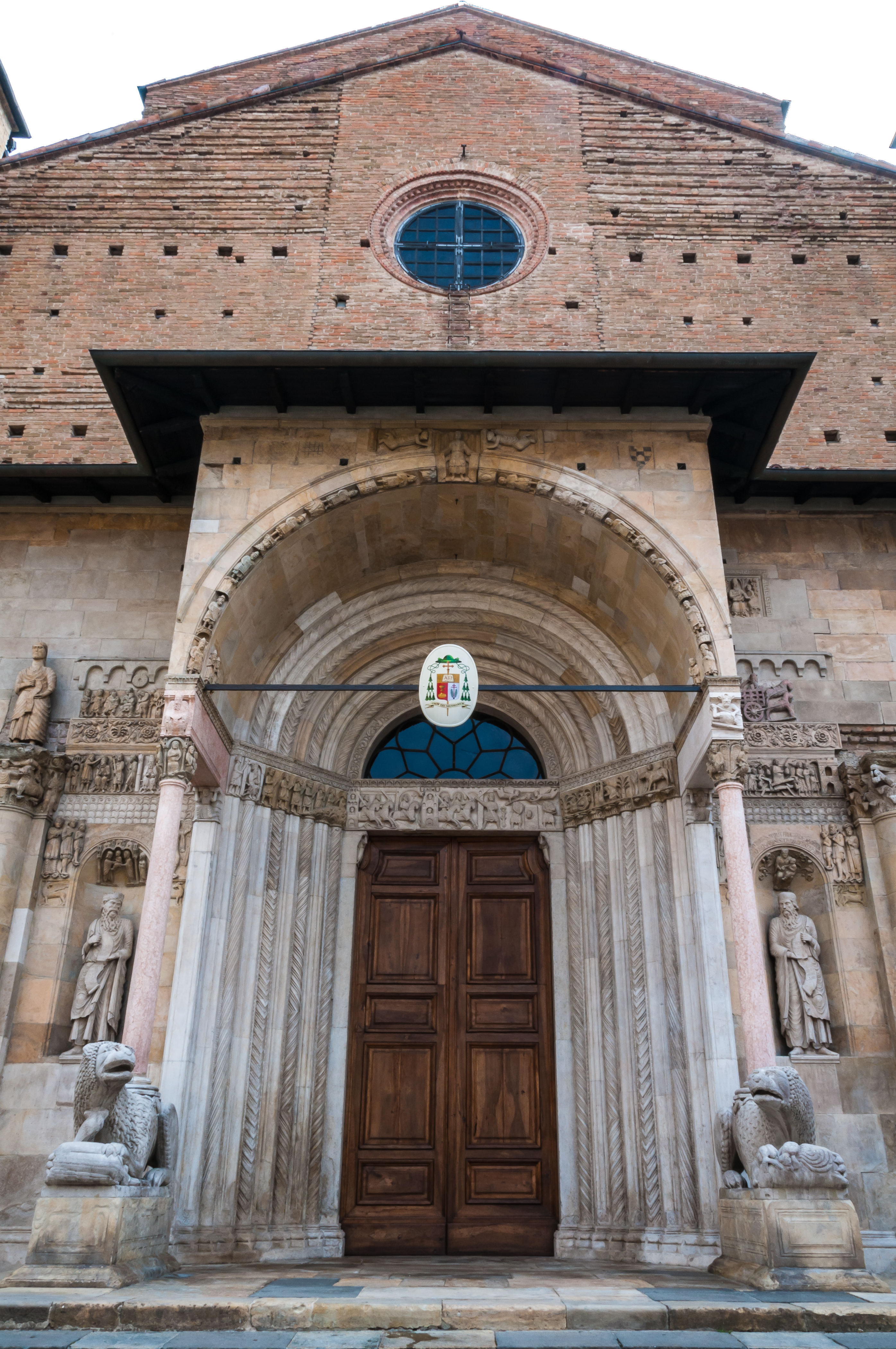
Le portail central

Le portail central, légèrement surélevé et au porche nettement saillant, prédomine par rapport aux deux autres. Son iconographie déborde très largement du portail lui-même, incluant les niches qui se trouvent de part et d'autre, il s'étend jusqu'aux demi-colonnes de la façade ; il convient donc de considérer toute cette zone comme étant un ensemble.
Comme de nombreuses basiliques romanes de Lombardie, le porche est supporté par deux lions stylophores reposants sur des socles. On considère qu'ils sont de la main d'Antelami. Celui de gauche tient entre ses pattes un dragon ailé, et des petits dragons courent sur l'échine de chacun des deux lions. Celui de droite tient un bovin. À l'emplacement des yeux des lions se trouvent des cavités : au cours des fêtes solennelles on venait y placer des yeux de verre. Les colonnes soutenues par les lions sont en marbre rouge de Vérone, elles sont coiffées de chapiteaux historiés. Celui de gauche représente des scènes de la vie de la Vierge, celui de droite montre les quatre évangélistes, ils sont représentés mi homme mi le symbole qui les identifie habituellement.
La voûte du porche repose sur deux poutres, l'ensemble étant soutenu d'un côté par ces chapiteaux, de l'autre, contre la façade, par deux consoles sculptées qui représentent des télamons barbus et vêtus d'une longue tunique, agenouillés ils soutiennent la charge les bras levés.
Les faces avant des poutres sont sculptées, sur celle de gauche au-dessus de la Vierge, figure Abraham assis sur un trône, son nom est gravé au-dessus, trois têtes  humaines reposent sur ses genoux, elles symbolisent peut-être comme à Ferrare les âmes issues du sein d'Abraham. Sur l'autre poutre est sculptée un diable cornu qui tourmente Job (Jb 2, 7-10). Au-dessus est gravé : SC[S] . VIR . IOP,.
Au sommet de l'archivolte du porche trône sur un siège le Christ. Il réalise la liaison entre l'ancien et le nouveau testament, comme le précise la présence de deux cartouches gravés qui reprennent les textes de Ba 3,9 et de Mt 5,3, ainsi que la double série à gauche et à droite de six prophètes en commençant par Moïse et de six apôtres en commençant par saint Pierre qui, sculptés sur l'intrados de l'arc montent vers le Christ. Chaque personnage est accompagné d'un phylactère gravé, les prophètes ont des chapeaux phrygiens, les apôtres le nimbe.
L'ébrasement du portail est composé d'une série de demi-colonnes et de pilastres. Au-dessus de la porte en bois au niveau de l'architrave, sur la largeur du portail et au-delà de part et d'autre sur la façade, se déploie une suite de bas-reliefs rapportant l'histoire de San Donnino.

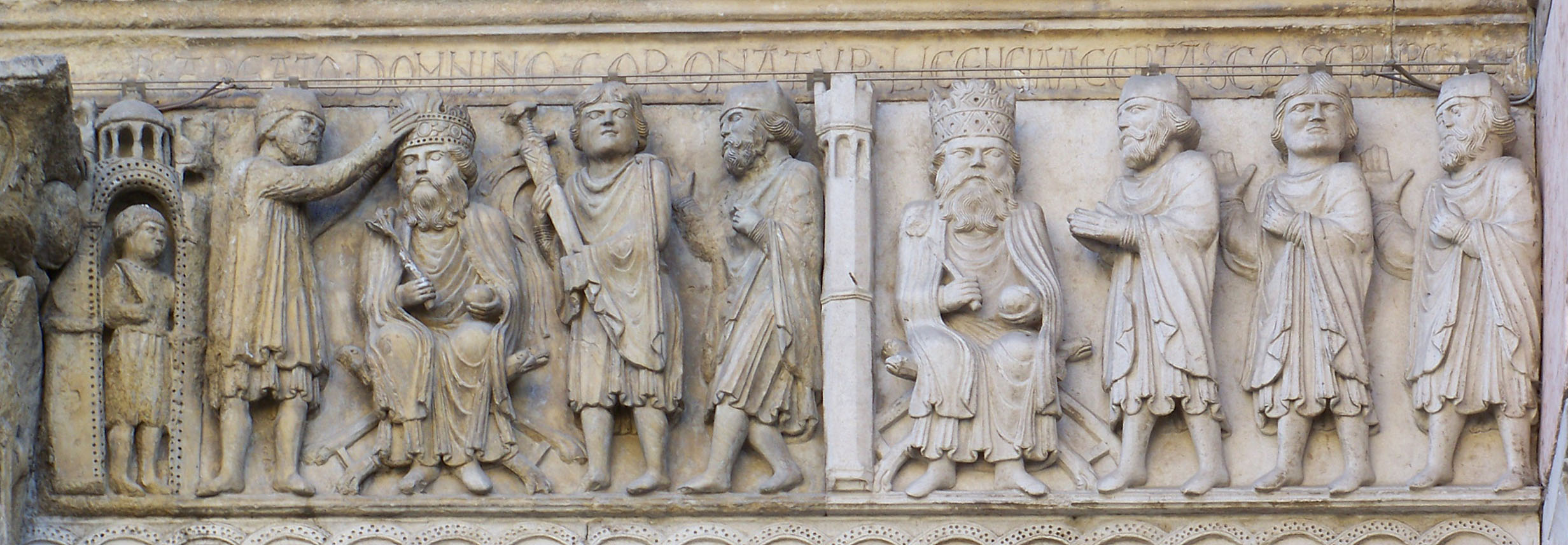
histoire de San Donnino (1ère partie)

Les deux premiers épisodes sont sculptés sur deux panneaux de matériaux différents (le second est beaucoup plus clair que le premier) qui se trouvent sur la façade à gauche du portail. Sur le premier panneau la scène se passe à l'extérieur d'un bâtiment qui est coiffé d'un dôme et dans lequel se tient un garde armé. Donnino, cubiculaire de Maximien Hercule met en place une couronne sur la tête de l'empereur qui est assis. Sur la corniche est gravé en majuscules : IR . ABEATO . DOMNINO CORONATVR.  Sur le panneau suivant, Donnino est passé de la droite à la gauche de l'empereur, les mains jointes il sollicite celui-ci afin qu'il lui accorde de pouvoir se mettre au service de Dieu. L'inscription au-dessus précise : LICENCIA . ACEPTA . DEO . SERVIREDECRE[VIT],.

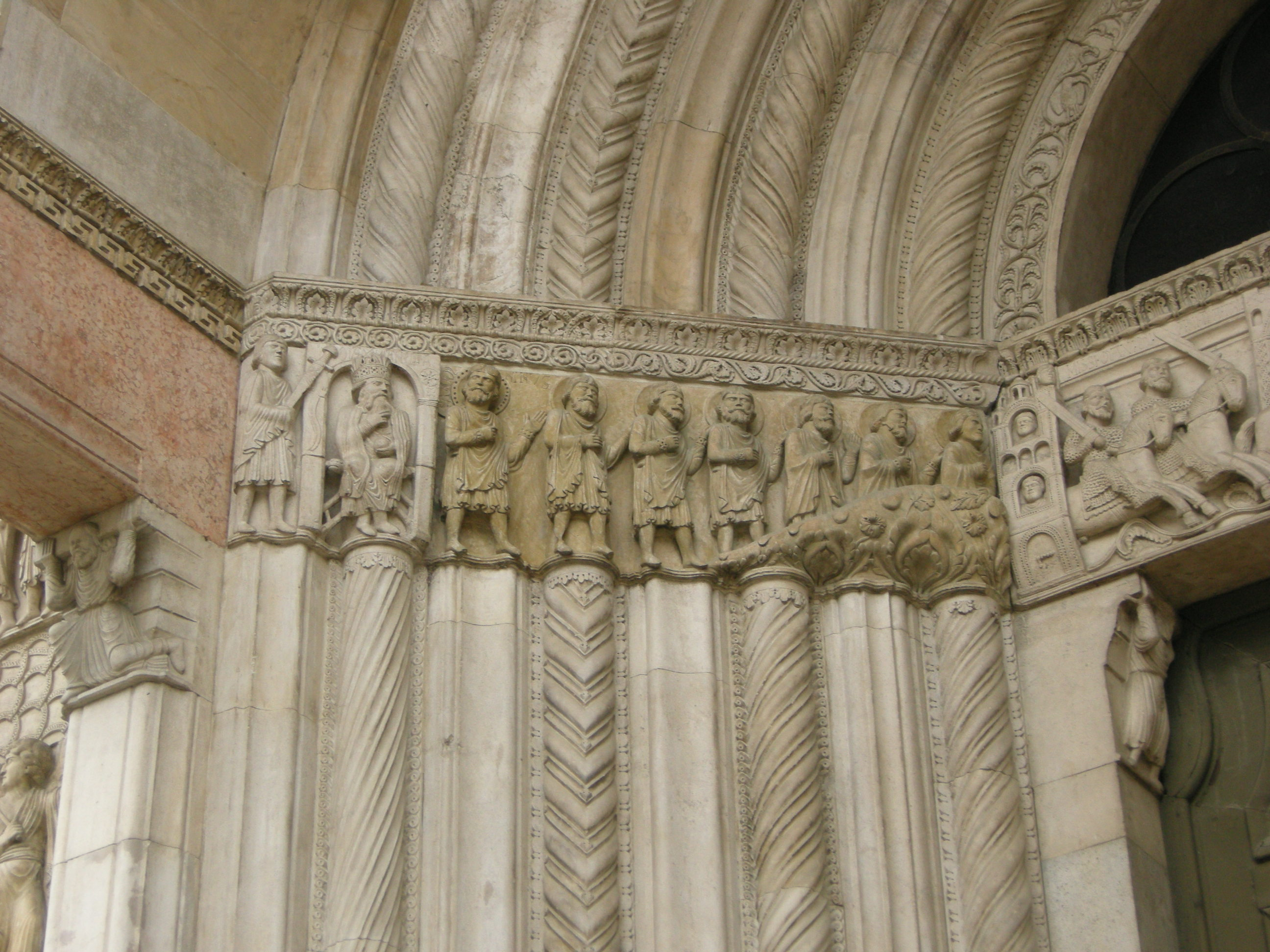
San Donnino (suite)

L'histoire se poursuit sur l'ébrasement gauche du portail, par deux nouvelles plaques dont la première  là aussi est nettement plus claire que l'autre. Sur cette plaque presque blanche on peut voir l'empereur sous une arche soutenue par deux colonnes, de sa main droite il se lisse la barbe dans une attitude de profonde réflexion, près de lui se tient un soldat. Vraisemblablement la scène représente le  moment où l'empereur revient sur sa première impulsion et décide de condamner à mort Donnino et ses amis chrétiens. Sur l'arche est gravé : MAXIMIAN IPR. Sur le panneau suivant se trouvent sept personnages auréolés, Donnino est celui le plus à gauche : son auréole est plus travaillée que celles de ses compagnons. Il a encore le regard tourné vers l'empereur mais de la main gauche il fait signe aux autres chrétiens d'aller leur chemin ; au-dessus de sa tête est gravé : S DOM NINVS,.
La suite est sur l'architrave de pierre blanche du portail sur laquelle sont sculptés quatre épisodes de la passion de San Donnino. On voit d'abord la fuite à cheval de Donnino quittant une ville représentée par la tour sur la gauche et rejoignant la cité de Plaisance ; il est poursuivi par des soldats de l'empereur. Plaisance se trouve également représentée par une tour. Les poursuivant dépassent la ville, au-dessus d'eux, sur les arches, est gravé : CI . VI . TAS . PLA . CEN . CI . A. Le troisième panneau montre le bourreau l'épée dégainée, il a rejoint Donnino sur la rive gauche du Stirone qui est représenté par une plante aquatique. Il a exécuté son œuvre, Donnino est maintenant debout, sans tête, que l'on voit sur un artefact (une pile du pont romain sur le torrent), mais deux anges emportent cette tête, une gravure au-dessus d'eux précise : A . NI . MAMAR . TI . RISDEFER . T . INC[ELVM]. Sur la pile du pont on lit également : S . DOM . NI . NVS. Le dernier épisode sur l'architrave illustre le miracle de San Donnino qui, portant sa tête dans ses mains, traverse le torrent. Il est gravé près de ses jambes : SISTER[IONIS],.

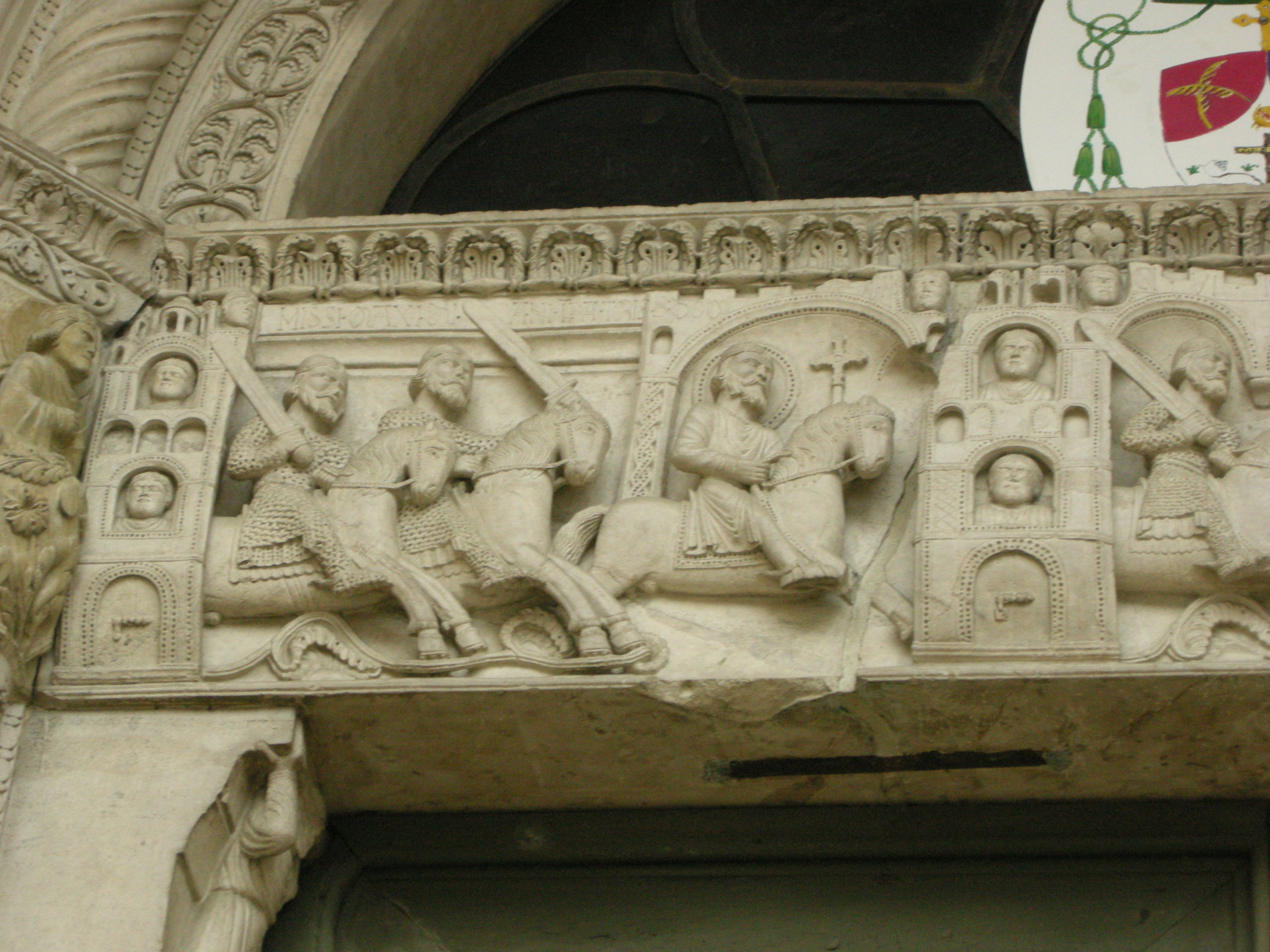
San Donnino
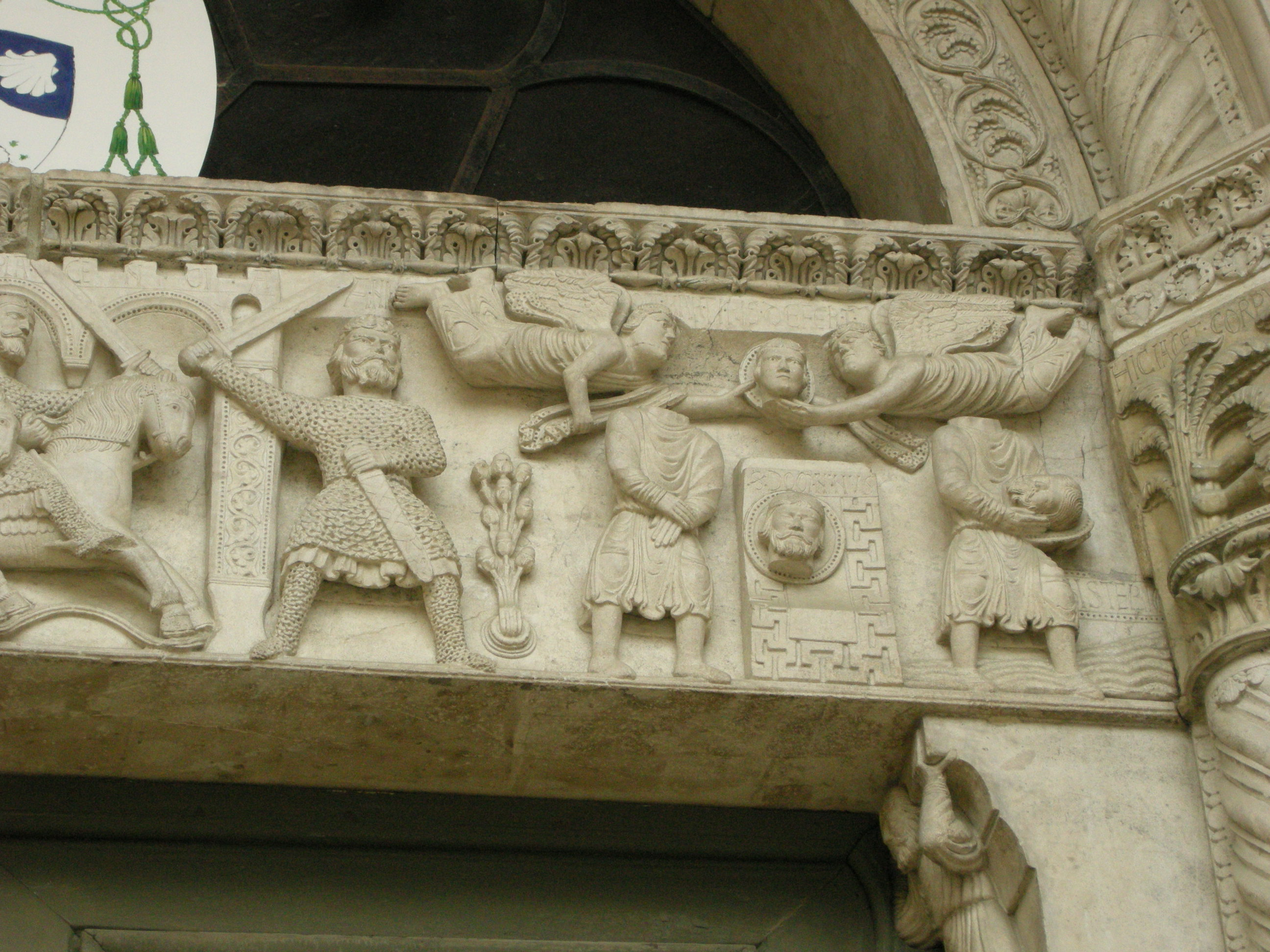
(sur l'architrave)

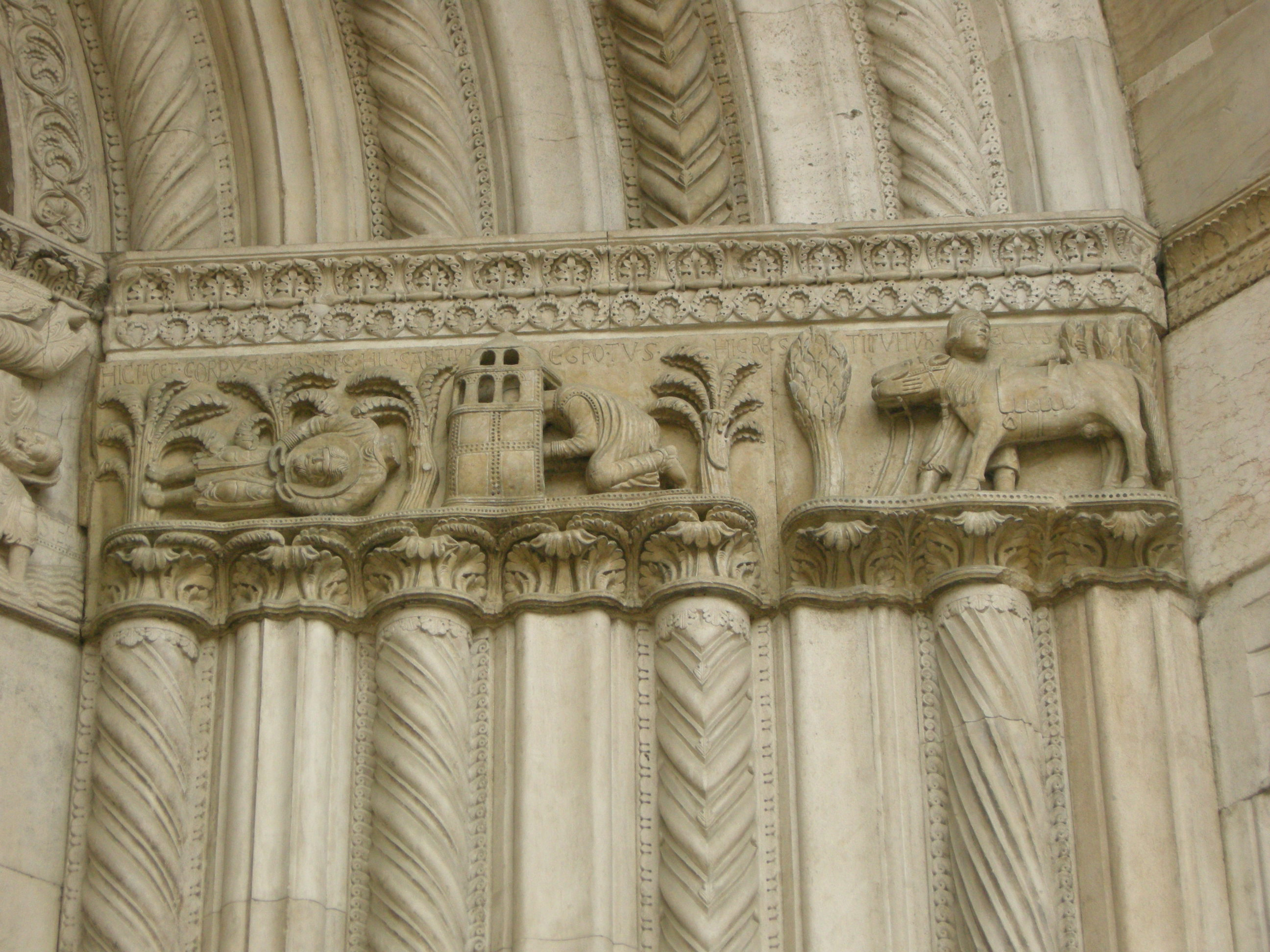
San Donnino (suite)

Sur l'ébrasement de droite deux panneaux de même matériau poursuivent la narration. Le premier montre le corps de San Donnino étendu dans une forêt, la tête contre sa poitrine. Sur le bord supérieur est gravé : HICIACET . CORPVS . MARTIRIS. Sur le même panneau est représentée ensuite la première chapelle érigée à cet endroit. Un malade y est agenouillé pour demander au martyr sa guérison. Il est inscrit au-dessus : HIC . SANATVR . EGRO . TVS. Mais une fois guéri, il constate que durant sa prière un brigand a volé son cheval (autour de l'arbre représenté à droite du malade à genoux se voit le licou qui a été coupé). Alors sur le panneau suivant, le saint est à nouveau intervenu et le cheval échappant au brigand revient à son maître. Sur le bord supérieur est gravé : HICRES TITVITVR . EQVS,.
Enfin, en continuant sur la droite, sur la façade après le portail, le dernier panneau représente le second miracle de San Donnino. À l'occasion de la redécouverte des reliques de San Donnino dans le sol de son sanctuaire, bien des années après son martyre, les fidèles en sortant de l'église San Dalmazio, située sur la rive gauche du Stirone, se pressent en procession vers la ville, mais en traversant la passerelle en bois au-dessus des piles de l'ancien pont romain, la foule est telle que la passerelle s'effondre. Une femme enceinte invoqua San Donnino, elle sortit indemne de l'accident. Au-dessus de la scène est gravé : + SIC . SANCTIS . EXEQVIIS . CELEBRATIS . MVLIERGRAVIDA . ARVINA . PONTIS . LIBERARVR,.

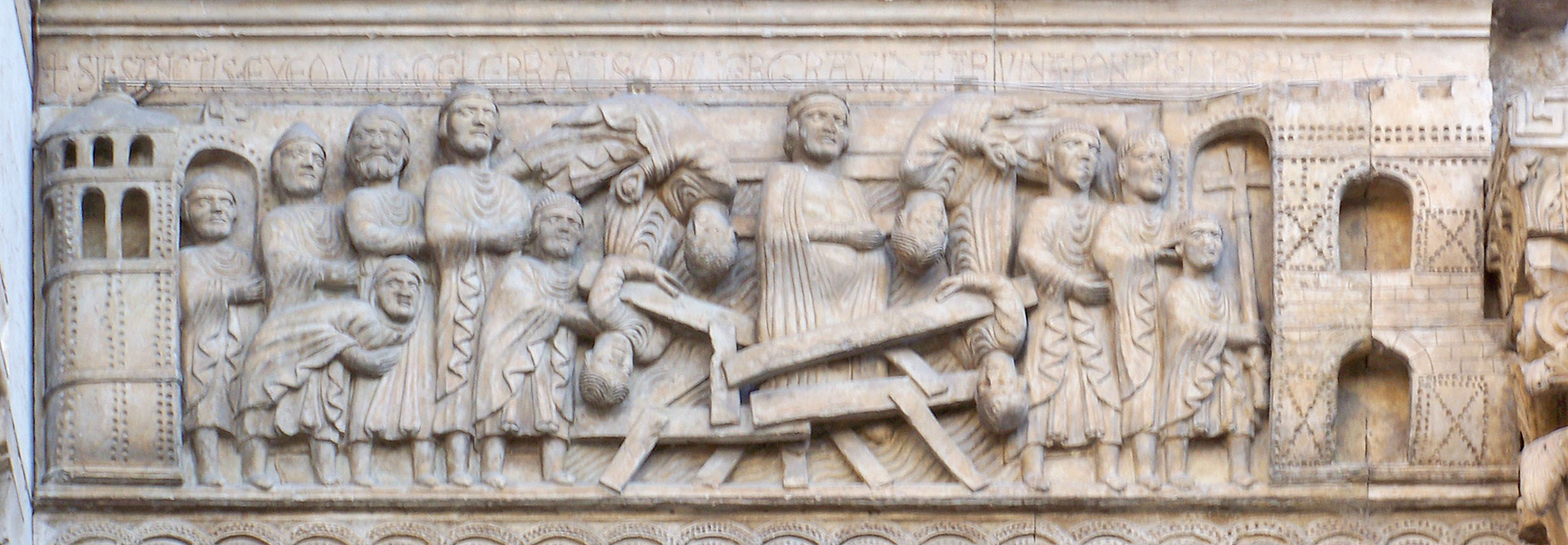
Histoire de San Donnino (fin)

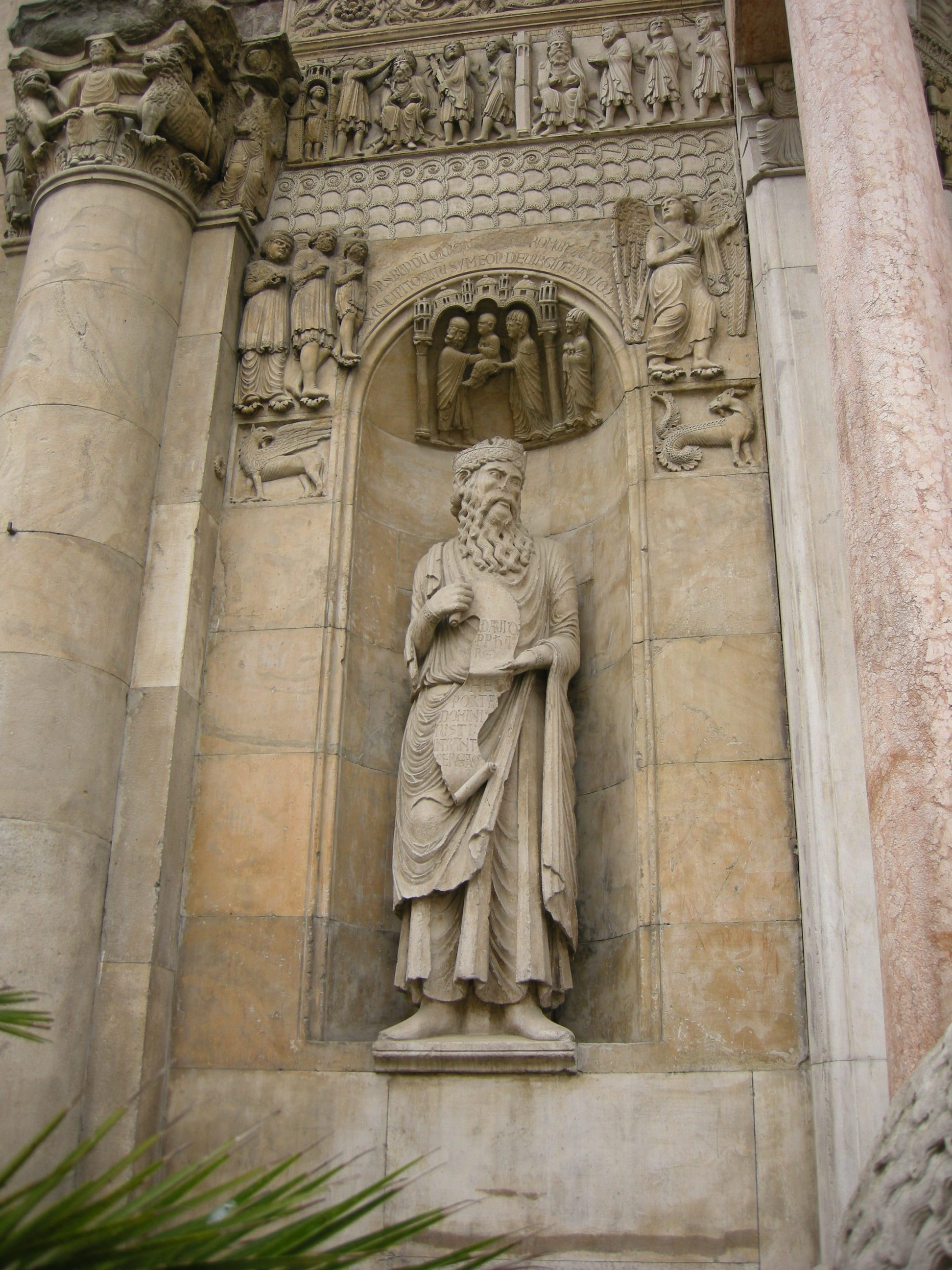
David - Présentation au temple - Gabriel et les pèlerins riches

Nous avons vu précédemment que deux niches encadraient le portail. Dans celle de gauche se trouve une statue du roi David qui est attribuée à Antelami. Sa tête couronnée est légèrement tournée vers le portail, sur le phylactère qu'il tient entre ses mains est gravé, toujours en lettres capitales : DAUID PPHA REX HEC PORTA DOMINI IUSTI INTRANT PEREAM.
Dans le dôme de la niche est sculptée une présentation au temple. Marie tend Jésus à Siméon, à droite une femme tient l'offrande de deux colombes.
De part et d'autre de la niche, au-dessus d'un capricorne et d'un griffon, l'archange Gabriel invite une famille à le suivre en leur montrant de la main la porte de la cathédrale,.
Toujours côté gauche du portail central, au-dessus des premiers épisodes de l'histoire de San Donnino vue précédemment, se trouve une frise florale en bas-relief et au-dessus encore, quatre panneaux de matériaux différents. Tous les  personnages sont regroupés sur les deux panneaux inférieurs ; on y voit trois Rois mages qui rendent hommage à l'enfant Jésus les bénissant, il est couronné et se trouve assis sur les genoux de Marie, il porte peut-être une rose à la main droite. Après la Vierge est représenté Joseph qui est endormi, un peu plus à droite encore, un ange volant au-dessus d'un bâtiment parle en songe à Joseph. Enfin à l'extrême droite, deux colombes se désaltèrent à la fontaine d'un jardin fleuri, il s'agit d'une allégorie du pays d'Égypte.
Sur les deux panneaux placés en haut, cinq arcs apparaissent, sur celui du milieu, entre Marie et Joseph, se voit un disque avec des rayons représentant l'étoile qui guida les Rois mages. Sur les petites arches sont gravés les noms suivants : Gaspard Balthazar Melchior Marie Jésus Joseph et la phrase suivante : lève-toi, prends l'enfant et sa mère et fuis en Égypte.

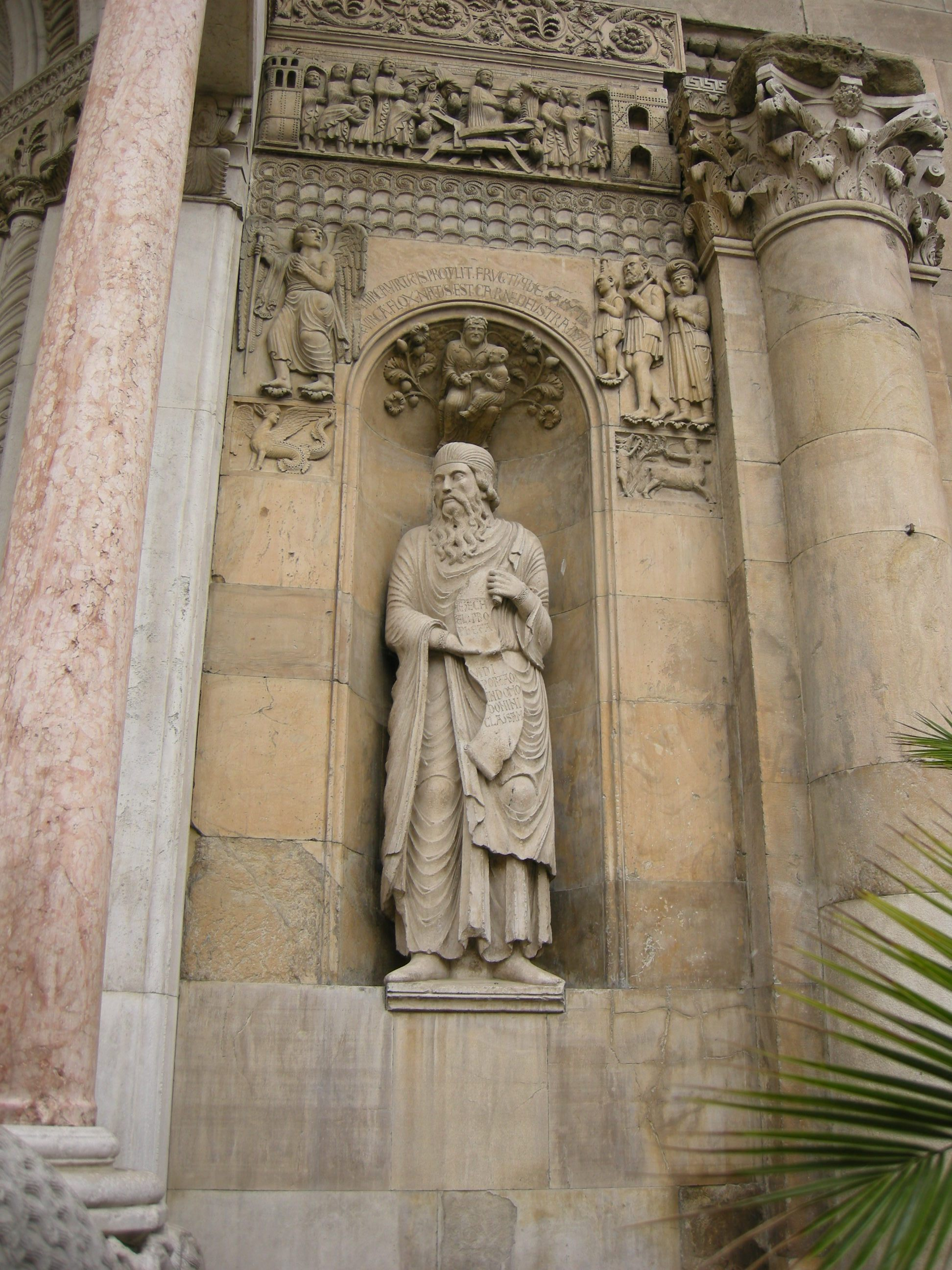
Ezechiel - Vierge à l'enfant - Raphaël et les pèlerins pauvres

De même du côté droit, de manière symétrique, nous trouvons une autre niche, cette fois occupée par une statue du prophète Ézéchiel que l'on considère également de la main d'Antelami. Comme le roi David, Ézéchiel a le visage tourné vers le portail central et il tient en main un phylactère sur lequel est gravé : EZECHIEL PROPHETA VIDI PORTAM INDOMO DOMINI CLAUSAM. Dans le dôme de la niche se trouve un bas-relief représentant une vierge à l'enfant. Une rose est tenue à la fois par la main droite de Marie et de Jésus. Un pied de vigne monte entre les pieds de la Vierge, il se déploie en feuilles sur sa poitrine et sur ses épaules, derrière elle deux branches en fleurs et en boutons viennent les encadrer.  Au-dessus est gravé : UIRGA.VIRTUTIS.PROTULIT.FRUCTU[M]QUE.SALUT[I]S VIRGA. FLOX.NATUS.EST.CARNE.DEUS.TRABEATUS.
Comme sur le côté gauche on retrouve ici de part et d'autre de la niche, au-dessus d'une harpie  et d'un centaure, cette fois l'archange Raphaël, il tient en main  droite le bourdon qui est l'attribut de l'archange protecteur des pèlerins et des voyageurs, il invite là encore un groupe de personnes à entrer dans la cathédrale par la porte principale. On remarquera aux vêtements que la famille du côté gauche paraissait plus aisée que celle-ci.
Toujours du côté droit du portail central, au-dessus du dernier épisode de l'histoire de San Donnino se trouve la même frise florale que celle déjà rencontrée côté gauche et que l'on attribue à Antelami, alors qu'encore au-dessus est placée une représentation d'Élie emporté sur un char de feu qui déjà s'élève du sol, derrière lui se trouve représenté Élisée.
Respectivement au-dessus de chaque personnage est gravé : ÉLYAS et ELYSEUS.
Placé encore plus haut, un dernier bas-relief représente un autre personnage enlevé au ciel. On le retrouve là au Paradis, symbolisé par deux arbres chargés de fruits, son nom est gravé en lettres majuscules : ENOCH.

#### Les demi-colonnes

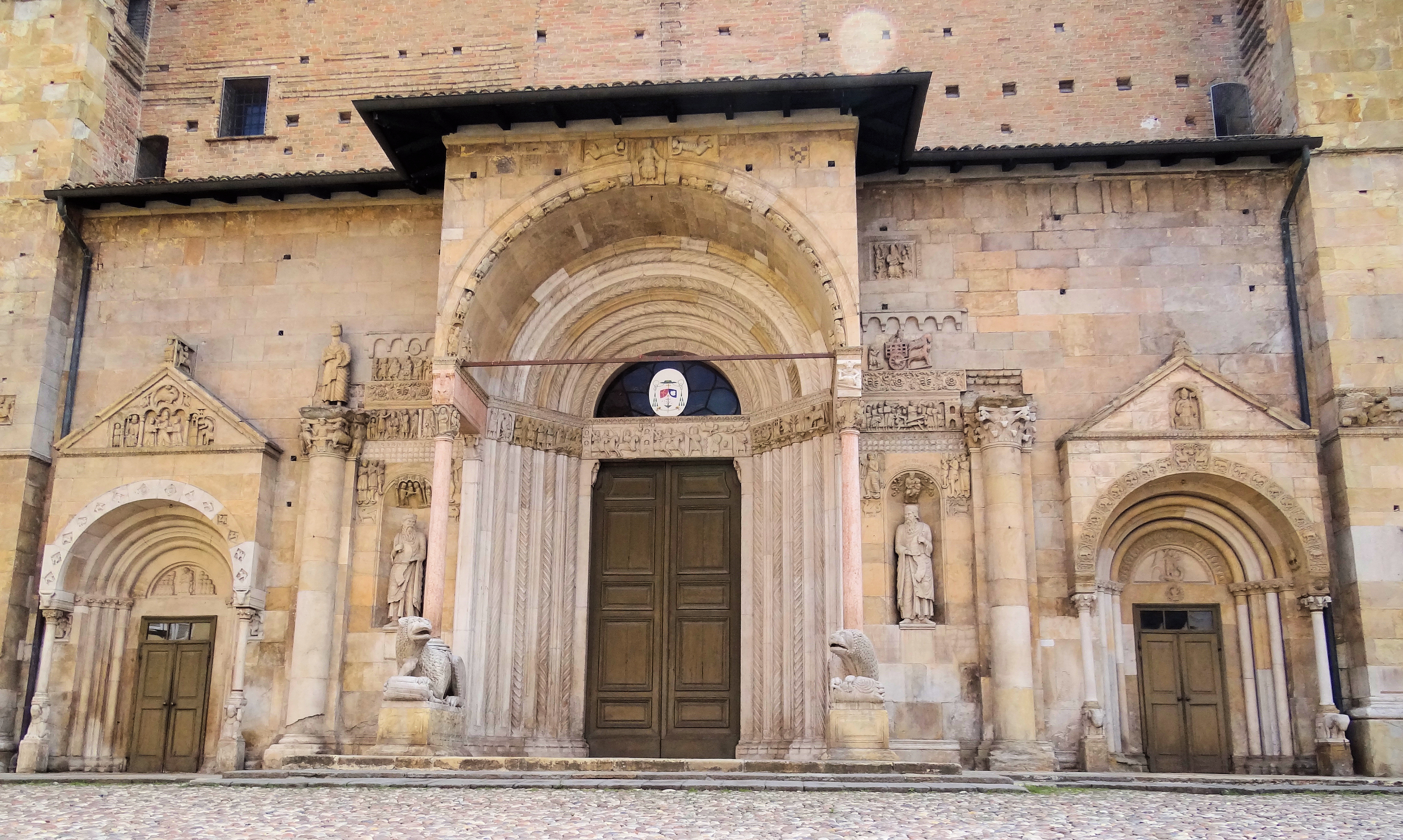

Si l'on s'éloigne un peu de la façade, on constate en lui faisant face, que la zone prise entre les deux tours se trouve divisée en trois parties par la présence de deux fortes demi-colonnes qui matérialisent les trois nefs internes.
Étonnamment ces demi-colonnes s'arrêtent brusquement sans raison apparente, à peu près à la hauteur de l'architrave du portail principal. L'hypothèse qu'elles étaient destinées à s'élever sur toute la hauteur de la façade a été avancée, sans que nous ayons d'autre élément que le bon sens pour en juger.
La demi-colonne de gauche est coiffée d'un demi-chapiteau sur lequel est sculpté de face Daniel dans la fosse aux lions, sur le côté droit est représenté le prophète Habacuc qui a préparé le repas, et sur le côté gauche l'ange qui les a portés jusque là.
Au-dessus a été placée une statue assez médiocre de l'apôtre Simon, tenant en main un phylactère indiquant que la route de Rome passe par Borgo San Donnino.
La demi-colonne de droite est coiffée d'un demi-chapiteau corinthien, la statue manque ou n'a jamais été réalisée.

#### Le portail septentrional

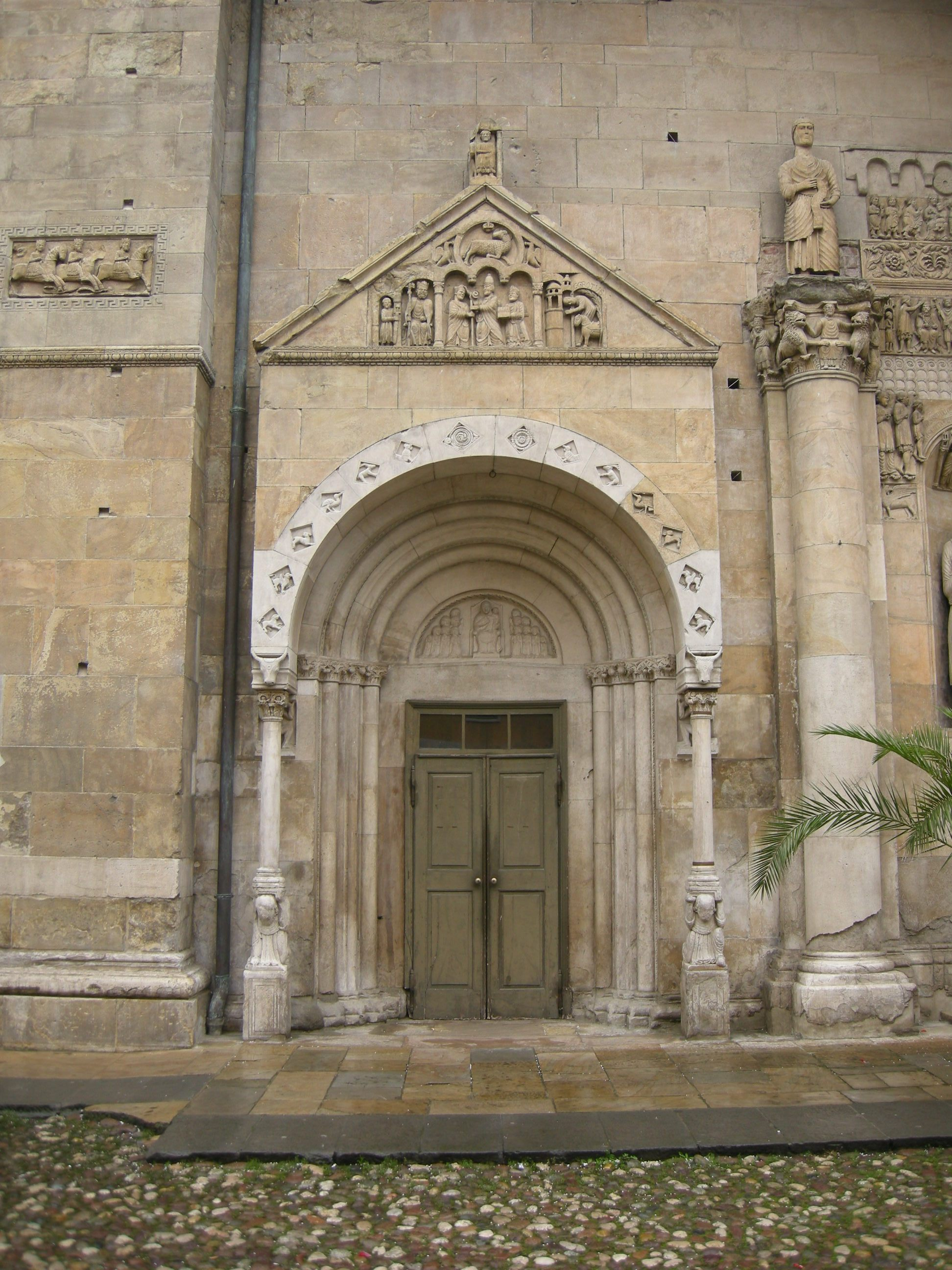

Le fronton du petit porche qui protège le portail est surmonté d'un acrotère décoré de trois panneaux. Sur le devant est représenté un personnage manifestement important mais qui n'est pas nommé (l'avis des spécialistes diverge ; peut-être le prévôt Marco, peut-être l'empereur Barberousse…). Sur les panneaux latéraux sont figurés deux cavaliers sonnant de l'olifant. Derrière le cavalier du côté gauche se trouve un personnage avec une grande barbe ondulée, lui non plus n'a pas été identifié avec certitude.
Le fronton lui-même, est décoré de trois scènes destinées à montrer l'importance de la cathédrale. De gauche à droite se voit :
- Charlemagne sur son trône avec  les symboles du pouvoir impérial, sur sa droite un écuyer tenant son épée. Sa présence témoigne ici de la fidélité gibeline de Fidenza dans ses luttes communales[68].
- Le pape Adrien II remet à l'archiprêtre de San Donnino la mitre et le bâton pastoral, symboles de la dignité épiscopale[69],[70].
- La dernière scène témoigne de l'importance des reliques de San Donnino : un homme malade (il s'agit d'Egrotus que nous avons déjà rencontré sur le portail principal[71])  s'incline en  remerciant le saint qui lui a fait retrouver la santé et le cheval perdu[72].

Ces trois scènes sont surmontées de l'Agneau de Dieu.
Les colonnes de soutien du porche sont supportées par deux télamons,, fort érodés par le temps, et s'achèvent par deux chapiteaux surmontés de têtes de taureaux qui sont la base d'un bandeau décoratif qui suit l'arc du porche. Il est incisé de quatorze losanges dans lesquels sont représentés divers animaux (lion, griffon, lièvre, cigogne, cerf, coq).
Le tympan du portail est décoré d'un bas-relief avec une vierge à l'enfant  entourée de deux groupes d'orants. Les Italiens l'appellent la Madonna della Misericordia.

#### Le portail méridional

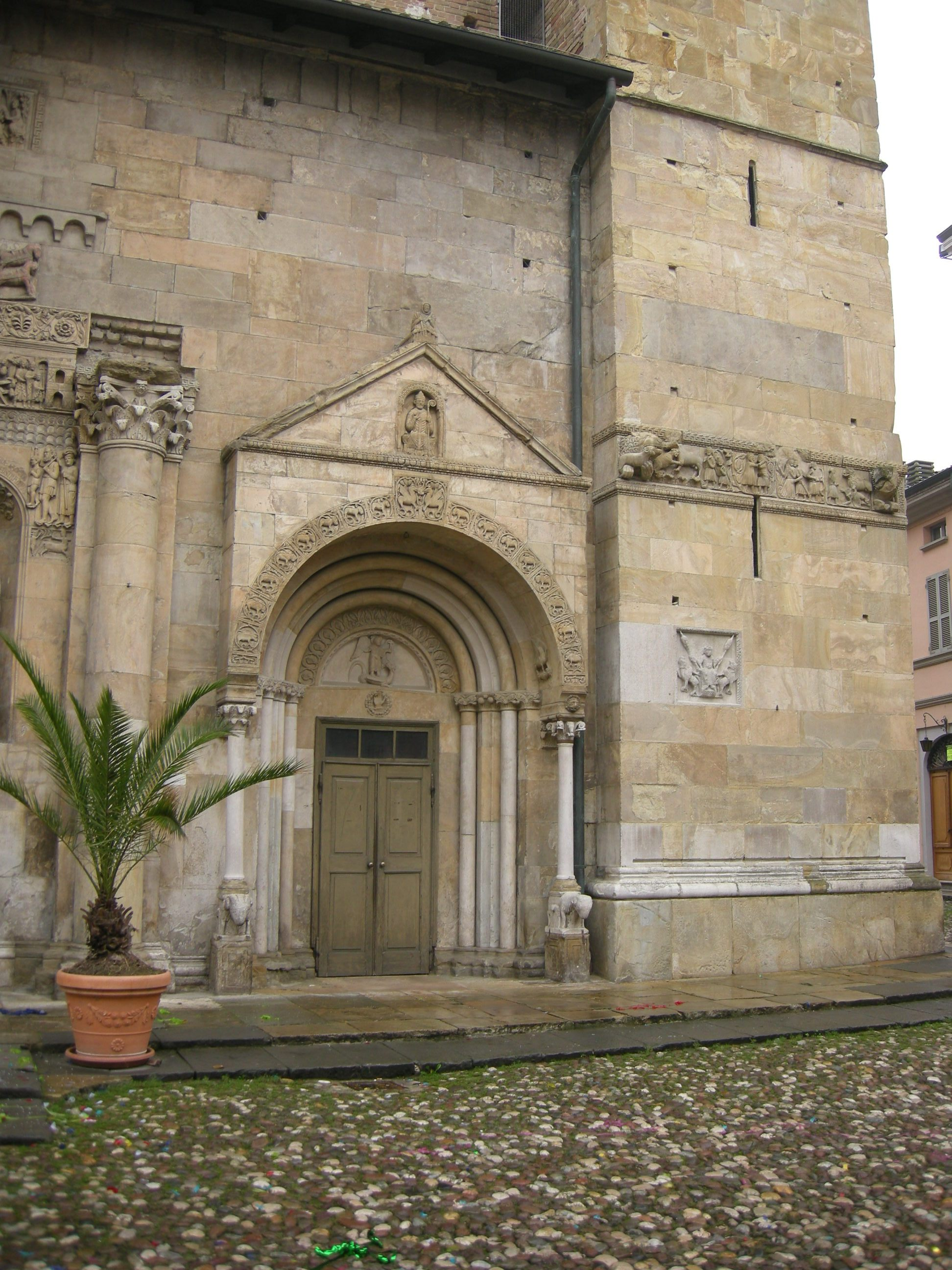

Le petit porche est soutenu par deux colonnes de marbre blanc posées sur deux béliers assez corrodés par le temps,. L'arche qui s'appuie sur les chapiteaux est ornée de vingt représentations ; végétales aux extrémités, les autres étant de divers animaux (porc ou sanglier? ; ours ; mouton ; panthère ; bouquetin ; lion ; âne ; cheval sellé avec un singe sur le dos ; cheval sellé ; âne ; lion ; bouquetin ; panthère ; mouton ; ours ; sanglier, sur la clef de l'arche sont sculptés deux griffons affrontés).
Au centre du fronton est placé un personnage avec mitre et bâton pastoral : peut-être l'archiprêtre de San Donnino.
Le fronton est surmonté d'un acrotère représentant un personnage en buste avec un capuchon sur la tête, un bâton en main droite (peut-être un bourdon). Il tient sur l'épaule un autre bâton qui lui permet de porter un récipient placé derrière lui. Son nom est gravé sur la base de l'acrotère, il s'agit du « pauvre Raimondino »,, qui selon certaines sources serait mort à Borgo San Donnino.
Sous le porche, se trouvent deux reliefs. Celui de gauche montre Hercule vêtu d'une peau de bête, tenant par la queue le lion de Nemée. A droite, un griffon attaquant un cerf.
Le tympan du portail représente Saint-Michel terrassant le dragon, une croix dans la main gauche et le pied gauche sur le dos du dragon.
En dessous, sur l'architrave, se voit une rosace entourant une main bénissant.

### L'abside

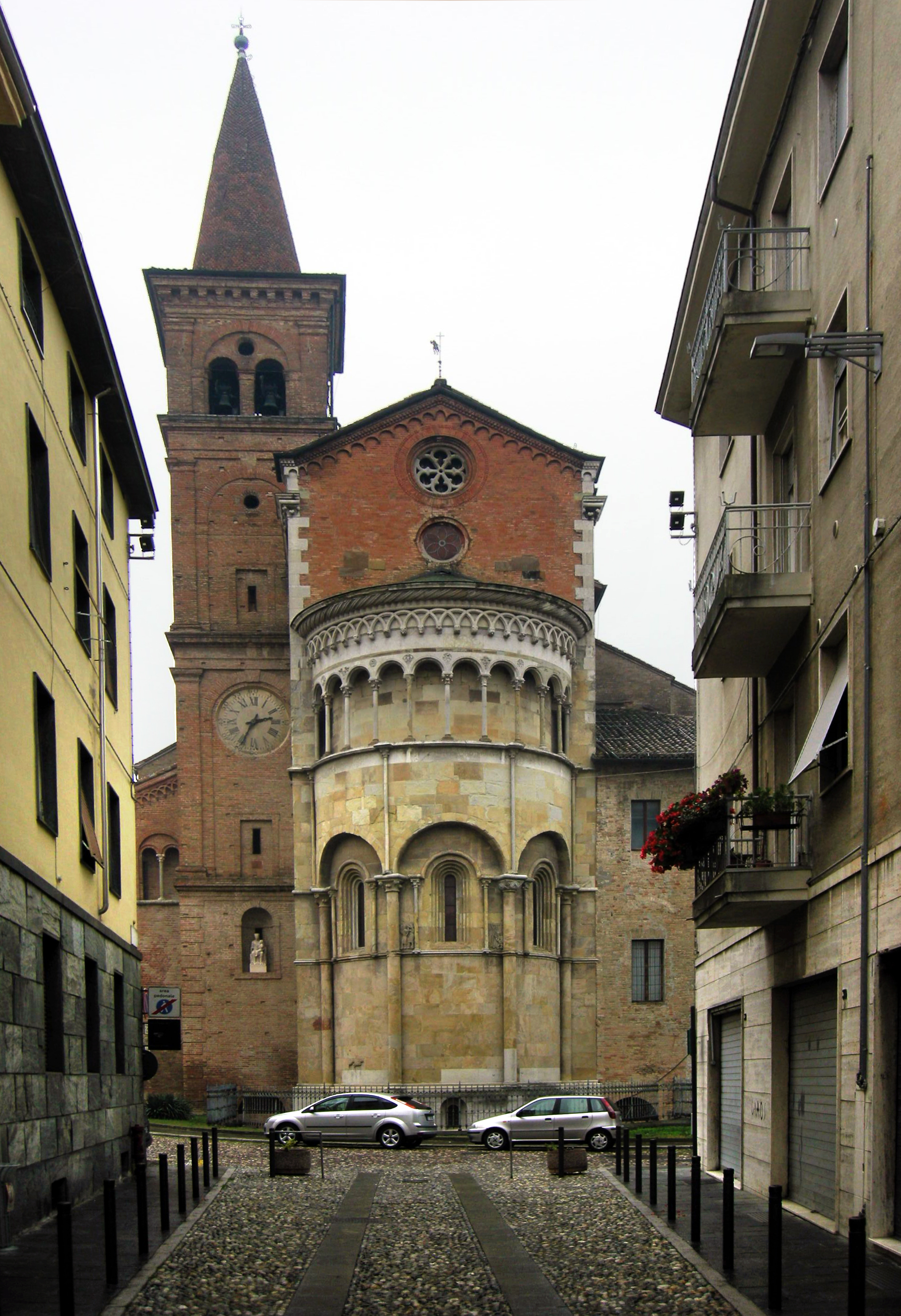

Sur l'abside se trouvent quelques reliefs, leur disposition aléatoire laisse penser qu'ils ne sont pas à leurs emplacements d'origine.
Sur le côté sud-est est placée une scène de chasse ; un chien avec un collier poursuit un cerf.
Quatre panneaux provenant d'un cycle des mois de l'année sont disposés ainsi :
Côté Est :
- Le mois de janvier est figuré par Janus bifrons (en fait sur le panneau il est représenté bicéphale) devant une cheminée dans laquelle une marmite est suspendue à une chaîne et des saucisses pendent afin d'être fumées[89].
- Sur un même panneau sont représentés ensemble les mois de mars (à droite) qui sonne du cor (symbolise les vents), et avril selon l'allégorie antique du prince portant un rameau fleuri[90].

Côté Sud :
- Le mois de mai est figuré dans la partie basse du panneau par un chevalier avec son écu, partant pour la guerre. Dans la partie supérieure sont  représentés de gauche à droite : une jeune fille représentant le printemps, et le signe zodiacal des gémeaux représenté par les deux enfants qui mangent des cerises[91].
- Le personnage de la femme qui ramasse des figues représente traditionnellement le signe zodiacal de la Vierge, qui se trouve habituellement associé au mois de septembre ; ce que confirme la vigne sur la droite du panneau[92].

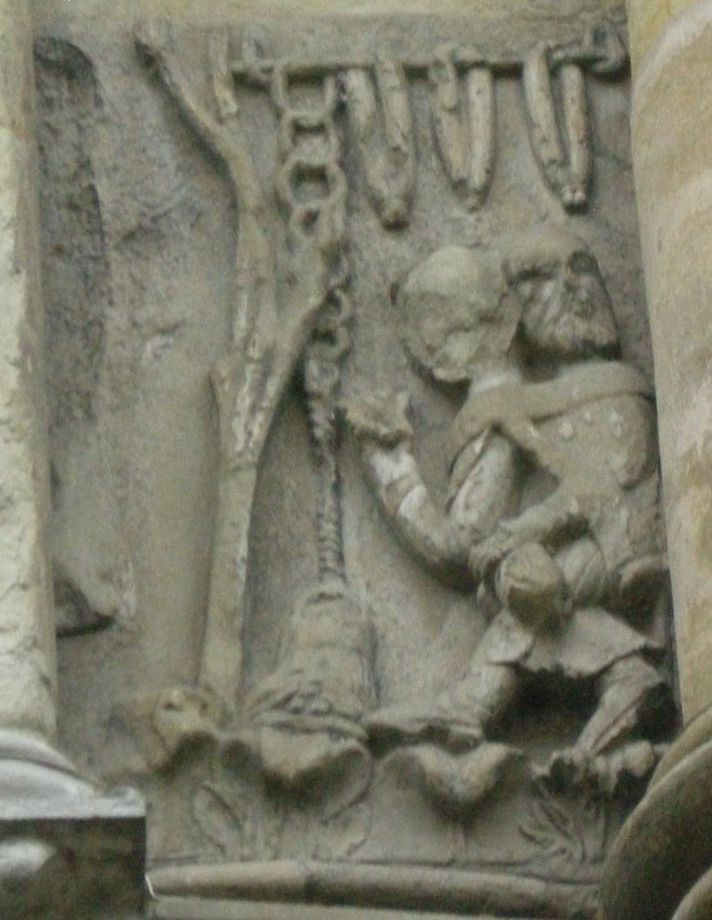
Janvier
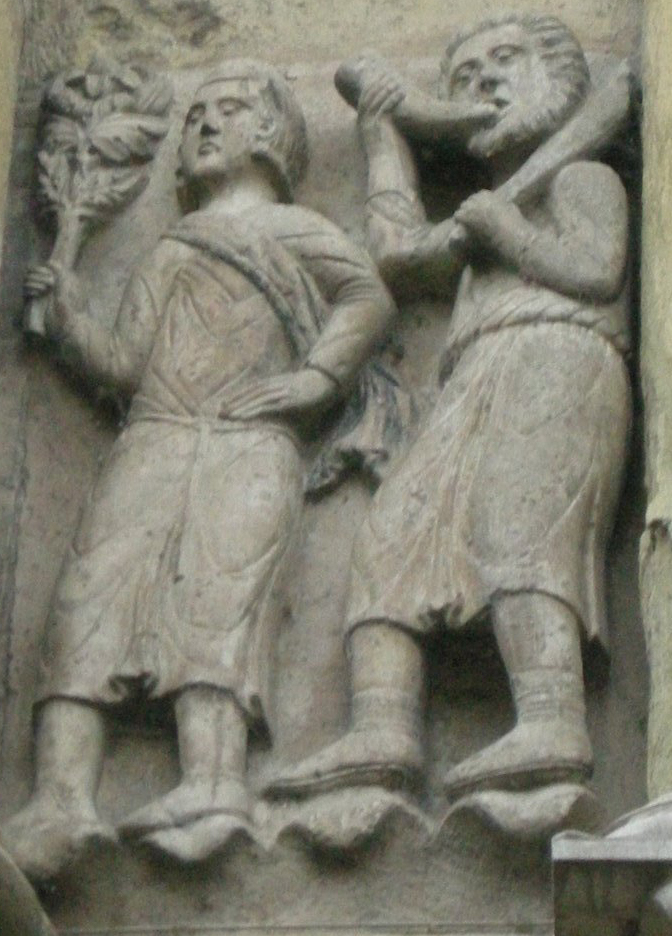
Mars et avril
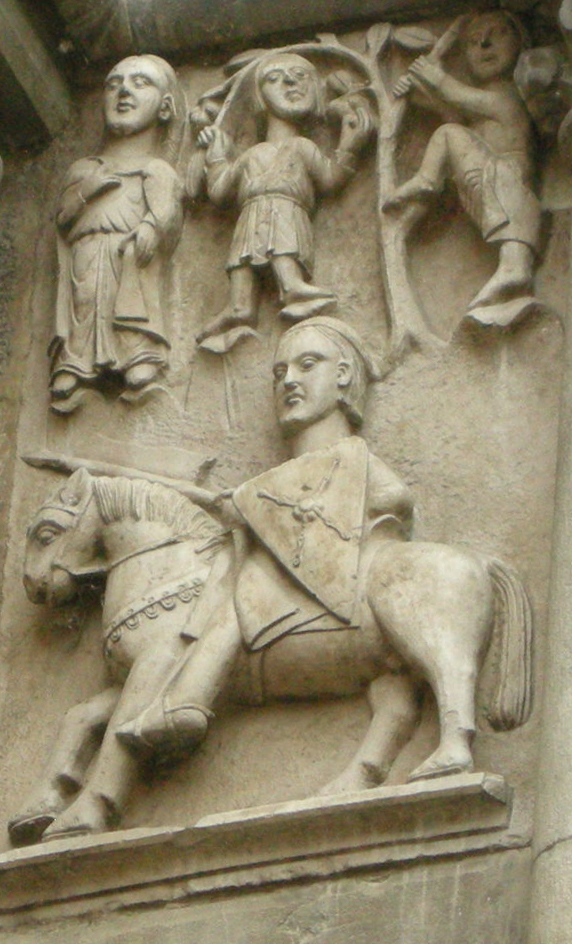
Mai
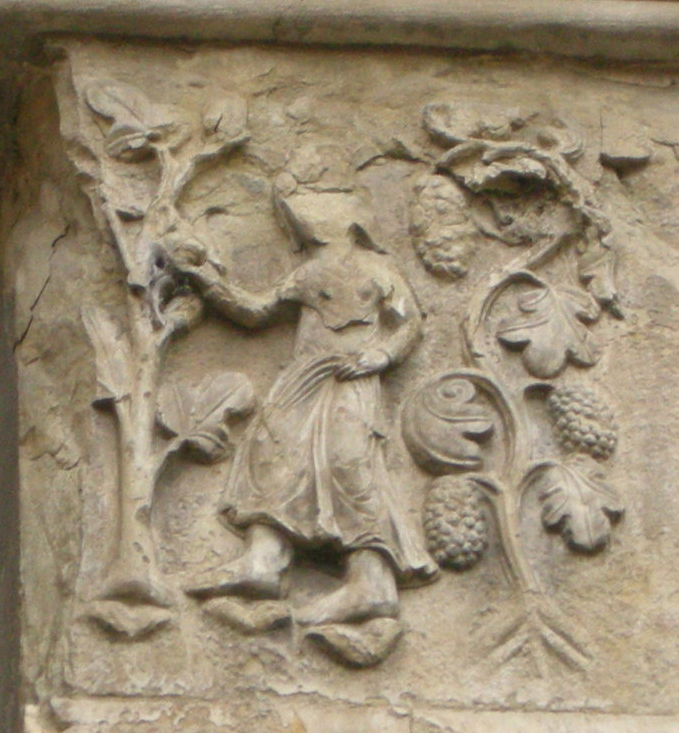
Septembre

### L'intérieur
L'intérieur de la cathédrale est à trois nefs sans transept. Il ne présente pas d'intérêt majeur.
On peut noter le bas-relief du premier pilier de droite de la nef centrale qui représente, sur trois panneaux, l'expulsion des anges rebelles du Paradis à la suite du jugement de Dieu, représenté au-dessus dans une mandorle.
On peut encore remarquer la présence d'un Christ Pantocrator.

### Articles liés
- Diocèse de Fidenza
- Liste des cathédrales d'Italie